# メレ (ドイツ)
メレ（ドイツ語: Melle [ˈmɛlə]、歴史上の古名は Menele）は、ドイツ連邦共和国ニーダーザクセン州オスナブリュック郡の市である。人口約46,000人の同郡最大の都市である。北のヴィーエン山地と南のトイトブルクの森との間に位置し、オスナブリュック（西に 25 km）、ヘルフォルト（東に 25 km）、ビーレフェルト（南に 25 km）のほぼ中央にあたる。ブーエル、ブルーフミューレン、リームスロー、ノイエンキルヒェン、ヴェリングホルツハウゼンの各市区がノルトライン＝ヴェストファーレン州と境を接している。
この地に集落が形成されたのは、800年のキリスト教会建設と荘園の建設に遡る。最初の文献記録は1169年になされている。当時、下級官僚とハンザの街であった本市は、12世紀以降ゲスモルト城とグレーネンブルク城によってオスナブリュック司教領防衛の役割を担った。
この街は1969年に建設800周年を祝った。創成期からすでに「グレーネガウ」あるいは「グラインガウ」（「緑の地域」を意味する）とも呼ばれていた。現在もメレは公園や森林を有する緑の街である。メレ郡が廃止され、この郡に属していたすべての市町村が合併した1972年7月1日以降、メレ市はニーダーザクセン州で3番目に広い都市となっている。

## 地理

### 位置
メレは、北のヴィーエン山地と南のトイトブルクの森との間の海抜 76 m の谷に位置している。オスナブリュック（ニーダーザクセン州）とビーレフェルト（オストヴェストファーレン）の2つの大都市からそれぞれ約 25 km 離れている。また、ミュンスター・オスナブリュック国際空港までは約 60 km の位置にある。この街はアウトバーンA30号線（アムステルダム - ベルリン）に面している。
メレのヴェリングホルツハウゼン地区でハーゼ川が湧出する。この川には「ハーゼ水源」のほかに「アルマ水源」や「レー水源」も水を供給している。ゲスモルト地区でエルザ川がハーゼ川から分岐する。エルゼ川はゲスモルト市区を東に向かいメレ中央とブルーフミューレン市区を通り、全長 35 km でヴェレ川に合流してヴェーザー川に向かう。一方、ハーゼ川はメレ市内を北西のオスナブリュック方面に流れる。この川はメッペン近郊でエムス川に合流する。このように最終的な水系が異なる川の分岐はドイツで2箇所しかない。フンテ川は全長 189 km で、ヴェーザー川支流の中でアラー川に次いで 2番目に長い川である。その水源はメレのオルデンドルフ地区とブーエル地区との間にあり、TERRA.vita自然公園に属している。この川は、ヴィーエン山地を貫通する小さな谷を通って 10 km で北ドイツ低地に達する。北に向かって流れるこの川はデュンマー湖を形成している。
オルデンドルフ市区オーバーホルステン地区近郊のヴィーエン山地にあるヘスターブリンク（モーゼラーベルク; 232.5 m）はメレ市内の最高地点である。ディードリヒスブルク城があるディードリヒスベルク (220 m) はヴィーエン山地の支脈にあたる、オルデンドルフ近郊の展望の良い場所である。ヴェリングホルツハウゼン市区には 220 m のボイトリングがあり、42.8 ha が1937年から自然保護区に指定されている。山頂には高さ 30 m の展望塔がある。メレ市の最低地点は、イム・アッシャーブルーフの海抜 63.3 m である。

### 市域の広がりと土地利用
本市の面積は 254 km2 である。農業用地と森林が多くの部分を占めており、2011年1月1日現在、両者を併せて約 83.2 % を占めている。住宅地、空き地、交通用地は 14.7 % である。南北の最大幅は約 19.2 km、東西のそれは約 21.1 km である。
| 土地用途別面積 | 農業用地 | 森林  | 住宅地および 空き地 | 交通用地 | 産業用地 | 水域 | レジャー用地 | その他 |
| -------------- | -------- | ----- | ------------------- | -------- | -------- | ---- | ------------ | ------ |
| 面積 (km2)     | 162.63   | 48.01 | 23.76               | 14.24    | 0.54     | 2.88 | 1.68         | 0.26   |
| 占有率 (%)     | 64.0     | 18.9  | 9.4                 | 5.6      | 0.2      | 1.1  | 0.7          | 0.1    |

- 数値は2014年12月31日現在

### 隣接する市町村
メレ市は、10市町村と境を接している。北東から時計回りに列記する: プロイシシュ・オルデンドルフ（ノルトライン＝ヴェストファーレン州ミンデン＝リュベッケ郡）、レーディングハウゼン、ビュンデ、シュペンゲ（以上、ノルトライン＝ヴェストファーレン州ヘルフォルト郡）、ヴェールター (ヴェストファーレン)、ボルクホルツハウゼン（以上、ノルトライン＝ヴェストファーレン州ギュータースロー郡）ディッセン・アム・トイトブルガー・ヴァルト、ヒルター・アム・トイトブルガー・ヴァルト、ビッセンドルフ、バート・エッセン（以上、オスナブリュック郡）。

### 市の構成
メレ市は、1972年7月1日にメレ郡の市町村およびザムトゲマインデが合併して現在の形となった。これ以後、面積は254 km2 で、ニーダーザクセン州でノイシュタット・アム・リューベンベルゲおよびヴァルスローデに次いで 3番目に広い市である。メレは 8つの市区 (Stadtteil) で構成されている。各市区はさらに地区 (Ortsteil) に細分されるが、その境界はかつて郡を構成していた町村の境界に基づいている。
| 市区                     | 市区              | 人口（人） 2015年12月31日現在 | メレ市の市区および地区 |
| ------------------------ | ----------------- | ----------------------------- | ---------------------- |
| メレ中央                 | Melle-Mitte       | 19,093                        | メレ市の市区および地区 |
| ブーエル                 | Buer              | 4,881                         | メレ市の市区および地区 |
| ブルーフミューレン       | Bruchmühlen       | 2,790                         | メレ市の市区および地区 |
| ゲスモルト               | Gesmold           | 3,327                         | メレ市の市区および地区 |
| ノイエンキルヒェン       | Neuenkirchen      | 4,806                         | メレ市の市区および地区 |
| オルデンドルフ           | Oldendorf         | 4,724                         | メレ市の市区および地区 |
| リームスロー             | Riemsloh          | 3,434                         | メレ市の市区および地区 |
| ヴェリングホルツハウゼン | Wellingholzhausen | 4,849                         | メレ市の市区および地区 |
| 合計                     | 合計              | 47,904                        | メレ市の市区および地区 |

### 気候
メレは温帯の亜大西洋性気候に属す。西風と北西風が主であり、夏には涼しく、冬には穏やかな、降水量の多い気候をもたらす。このため、天気は不安定で変わりやすい。
年間平均気温の長期平均値は 8.9 ℃である。最も低いのは1月の 1.0 ℃、最も高いのは7月の 17.0 ℃である。冬はドイツ東部や南部にくらべて穏やかであり、夏はかなり暑い。夏の豪雨だけでなく、雨期に相当する季節もある。
メレの年間降水量は 776 mm で、ドイツ全体の平均値 (700 mm) よりも多い。冬と夏の降水量はほぼ同程度である。しかし北をヴィーエン山地、南をオスニングに囲まれているため、オスナブリュックに比べると降水量は少なく、年間約 70 mm の違いがある。メレは年間を通して湿潤な気候である。
気象データの長期平均値を以下の表に示す。
| メレの気象データの気候                          | メレの気象データの気候 | メレの気象データの気候 | メレの気象データの気候 | メレの気象データの気候 | メレの気象データの気候 | メレの気象データの気候 | メレの気象データの気候 | メレの気象データの気候 | メレの気象データの気候 | メレの気象データの気候 | メレの気象データの気候 | メレの気象データの気候 | メレの気象データの気候 |
| 月                                              | 1月                    | 2月                    | 3月                    | 4月                    | 5月                    | 6月                    | 7月                    | 8月                    | 9月                    | 10月                   | 11月                   | 12月                   | 年                     |
| ----------------------------------------------- | ---------------------- | ---------------------- | ---------------------- | ---------------------- | ---------------------- | ---------------------- | ---------------------- | ---------------------- | ---------------------- | ---------------------- | ---------------------- | ---------------------- | ---------------------- |
| 日平均気温 °C （°F）                            | 1.0 (33.8)             | 1.5 (34.7)             | 4.2 (39.6)             | 7.8 (46)               | 12.6 (54.7)            | 15.5 (59.9)            | 17.0 (62.6)            | 16.6 (61.9)            | 13.4 (56.1)            | 9.5 (49.1)             | 5.1 (41.2)             | 2.1 (35.8)             | 8.86 (47.95)           |
| 降水量 mm （inch）                              | 68.7 (2.705)           | 50.5 (1.988)           | 61.4 (2.417)           | 52.7 (2.075)           | 66.9 (2.634)           | 72.3 (2.846)           | 67.8 (2.669)           | 67.0 (2.638)           | 66.3 (2.61)            | 58.0 (2.283)           | 67.8 (2.669)           | 76.3 (3.004)           | 775.6 (30.535)         |
| 出典：Wetter und Klima - Deutscher Wetterdienst |                        |                        |                        |                        |                        |                        |                        |                        |                        |                        |                        |                        |                        |

## 歴史

### 市史
800年頃、フランク王国の王領であったエルゼ川の谷沿いの高台にある荘園コールブリンクにザクセン人に対する布教の過程で洗礼教会が建設された。現在の市の中心部の南に古い、裁判のボダイジュを有するザクセン人の農村（現在のアルテンメレ地区）があった。この荘園は司教の所領であった。現存する史料の1つにメレ (Menele) が1169年に初めて記録されている。1200年頃、この集落は厚さ 1 m の壁とそこから突き出した塔をもつ城砦都市となっていた。1250年、ラーヴェンスベルク伯に対する防衛のために、65人の武装した騎士を配備したグレーネブルク城がオスナブリュック司教エンゲルベルトにより建設された。

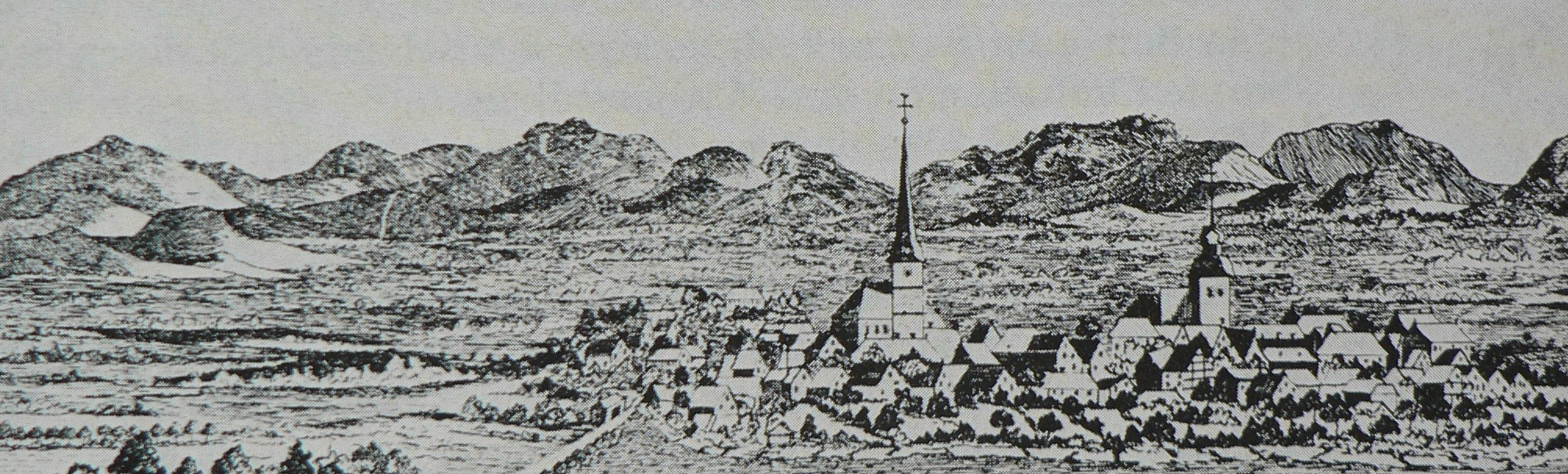
1700年頃のメレを描いた銅版画

メレは、1359年に Oppidum（小さな都市を意味する）として記述されており、1363年に初めて都市としての機構が整備された。同じ年に判事の任命も初めて記録されている。1443年にオスナブリュック司教ハインリヒ・フォン・メールスは、この街に Wigbolds（半都市）の権利を授けた。メレはオスナブリュックの衛星都市でありながら、ヴェストファーレン・ハンザに属した。その後メレでは、様々な手工業者がギルドを形成した。最も古いのは1480年の靴職人のギルドである。その後、1545年に鍛冶屋、1547年に小売店主、椅子職人、肉屋、織物職人、1558年に仕立屋、1573年にパン屋、1557年にガラス職人、鞍職人、画家、染色職人がギルドを結成した。1553年の行政管轄の新規則が施行され、グレーネンブルクが行政の中心地となった。三十年戦争の過程で、スウェーデン軍が10年間（1633年から1644年まで）メレを占領した。1649年と1720年の2度の大火災により、本市の一部は壊滅的な被害を受けた。
1803年、ナポレオン・ボナパルトによってオスナブリュック司教領が廃止された後、メレはブラウンシュヴァイク＝リューネブルク選帝侯領に編入され、1806年にヴェストファーレン王国領となった。ウィーン会議後は、1866年までハノーファー王国に属した。1853年に都市権が授けられ、Wigbold の権利は廃止された。1855年に鉄道建設がなされ、経済的な発展（泡沫会社設立時代）をもたらした。ハノーファー王国の併合に伴い、メレ市を含むアムト・グレーネンベルクは1866年にプロイセン王国領となった。1885年、ハノーファー王国時代から引き継がれた旧来のアムトが廃止された。アムト・グレーネンベルクとメレ市から、プロイセンのメレ郡が形成された。1945年にイギリス軍が本市を占領し、陸軍元帥で英国参謀長長官であったバーナード・モントゴメリーは一時的にメレに司令部を置いた。都市機構は、イギリスをモデルとして改革がなされた。1966年に連邦大統領ハインリヒ・リュプケはメレに金のメダルを授与して顕彰した。
2006年にメレは「ニーダーザクセンの日」(TdN) を開催した。TdNは 3日間にわたって州の文化の多彩さを表現する州の祭典で、1981年から持ち回りで開催されている。

### 市町村合併
メレの自治体再編は 2段階で行われた。最初は1970年であった。それまでメレ郡には 56の市町村があった。これらの市町村は 7つザムトゲマインデに属していた。最初に 3つのザムトゲマインデ（メレ、リームスロー＝ホイエル、ヴェリングハウゼン）が廃止され、3つの市町村（メレ、リームスロー、ヴェリングハウゼン）に統合された。残りの 4つのザムトゲマインデに属す、合わせて 29の小自治体はそのまま維持された。1972年に残っていた 4つのザムトゲマインデとすでに統合されていた 3つの市町村が、合併してメレ市となった。かつてのザムトゲマインデがメレ市の市区となった。ブルーフミューレン市区だけは例外的に先行するザムトゲマインデを有していない。この市区は、かつてザムトゲマインデ・リームスロー＝ホイエルに属したベニーエンとザムトゲマインデ・ブーエルに属したデューングドルフで構成されている。こうしてメレ市は 8市区で構成されることとなった。

## 住民

### 宗教
780年頃のオスナブリュック司教区創設に伴い、フリースラントとトイトブルクの森との間に、この司教区に属す 10のガウの教会や助任司祭区の教会が設けられた。グラインガウ「緑のガウ」には、初めは聖ペテロを守護聖人とする教会がメレに建設された。この教会は司教の所領に属す荘園に設けられた。メレの教会に関する現存する最も古い史料は1169年のものである。この史料の中では  Parochia Menele（メレの教区教会）と記されている。おそらく12世紀にこの教会は使徒マテウスを守護聖人とした。教会を護るために、背の高い蔵を含む民家による四角形のキルヒェンブルクが形成された。これは現在もよく識別できる。
メレでは1545年8月1日にもたらされた宗教改革以後聖マテウス教会は、両宗派が利用できる共同教会とされた。1651年に福音主義のペトリ教会が建設されるまでこの状態が続いた。この時代には、イエズス会がカトリック教区における司牧業務を担っていた。すべての貴重品や助任司祭館、聖具係の家を含む教会はカトリックに留まった。福音主義の聖ペトリ教会は1720年のメレの大火で完全に焼失し、1721年から1724年に再建された。当時のオスナブリュック司教領の領主エルンスト・アウグスト2世フォン・ブラウンシュヴァイク＝リューネブルクがこの建設を支援した。ヘルフォルトの石工で壁職人のヘルマン・シュミディンガーは、この建設に大いに関わった。
20世紀にカトリック教会組織が拡大し、聖マテウス教会は手狭になった。10年間の計画期間の後、1973年春に古い南外壁側で拡張工事が始まった。定礎は同じ年の10月4日になされた。この建物は、第2バチカン公会議の要求事項を満たす方形屋根をいただく近代的な教会となった。
宗教改革以後、メレでは福音主義教会が最大の宗教組織となっている。福音主義とカトリックの組織は1960年代から集中的な超宗派対話を促進しており、共同でイベントを開催している。2015年12月31日現在のメレ市の宗教分布は以下の通りである: 20,658人が福音主義ルター派、14,604人がローマ＝カトリック、235人が福音主義改革派であった。

### 人口推移
以下の表は、1972年12月31日の市町村再編以降のメレ市の人口推移で、それぞれ12月31日時点での人口を示している。
1987年以降の数値は、1987年5月25日の人口調査結果に基づくニーダーザクセン州統計およびコミュニケーション技術局の研究結果である。2008年、2009年、2010年、2011年12月31日の2行目の数値は、メレ市の市民インフォメーション「Zahlen, Daten, Fakten」による。
1961年（6月6日）と1970年（5月27日）の数値は、1972年7月1日の合併以降の市域にあたる地域の人口調査の結果である。
| 年   | 人口（人） |
| ---- | ---------- |
| 1961 | 39,218     |
| 1970 | 40,851     |
| 1973 | 41,690     |
| 1979 | 40,757     |
| 1987 | 40,316     |
| 1990 | 41,579     |
| 1995 | 43,818     |
| 2000 | 45,390     |

| 年   | 人口（人） |
| ---- | ---------- |
| 2001 | 45,747     |
| 2002 | 46,078     |
| 2003 | 46,292     |
| 2004 | 46,417     |
| 2005 | 46,556     |
| 2006 | 46,651     |
| 2007 | 46,581     |

| 年   | 人口（人）    |
| ---- | ------------- |
| 2008 | 46,540 48,055 |
| 2009 | 46,352 47,911 |
| 2010 | 46,141 47,763 |
| 2011 | 45,878 47,730 |

## 行政

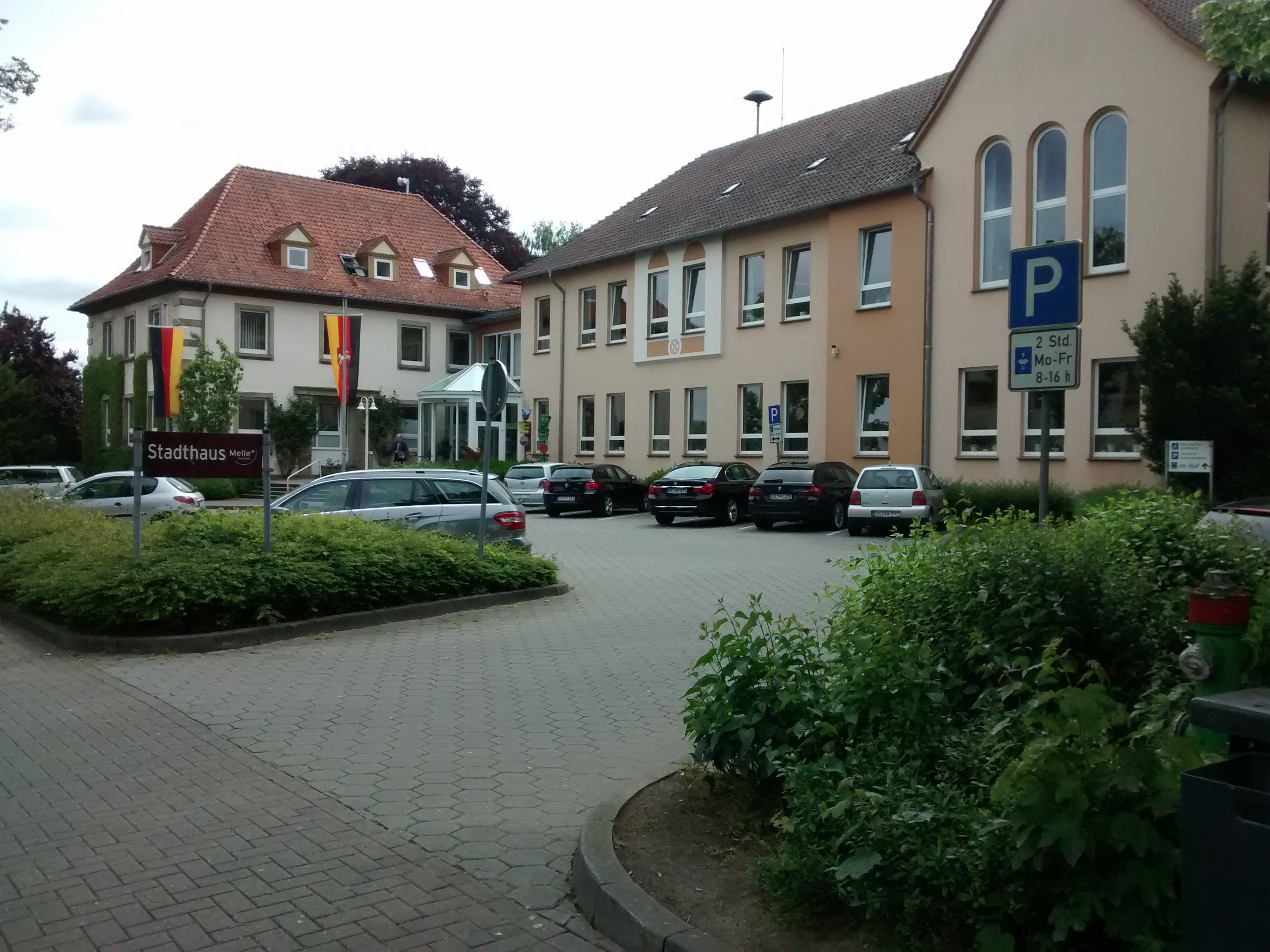
メレの行政庁舎

### 市議会
本市の市議会は 40議席で構成されている。これに市長が加わる。

### 市長
ユッタ・デットマン (SPD) は2021年からメレの市長を務めている。

### 紋章、旗、幟
| 幟、紋章、旗 |  |
|              |  |
|              |  |

メレ市の紋章は、銀地に赤い4本スポークの輪。スポークが斜めになるよう配置されている。現在知られている最も古い1532年の印章が現在の紋章デザインの原型として利用された。輪は「神の車」(currus dei) を意味しており、教会と福音を象徴している。メレ市の旗は上から下に、幟は向かって左から右に白 - 青 - 赤に塗り分けられ、市の紋章が描かれている。従来のザムトゲマインデの色と紋章は、各市区で機会があれば掲げられている。
メレの4本スポークの輪は、聖マテウス教会本堂の最初のヴォールトの要石に見られる。初めて用いられたのがいつであるかは確定されていない。おそらく、オスナブリュック司教の紋章である6本スポークの輪が成立した1321年から200年ほど後であると推測されている。初めはメレの教会とオスナブリュックの聖堂参事会との結びつきを示すものであったが、その後市に引き継がれた。1649年の大火でメレの公用印も消失した。これを新たに作成し直す際、それまで単なる輪であったデザインに、外枠の輪が加えられた。しかし1720年に市役所が火災に遭い、公用印は再び消失した。市長のフリードリヒ・ヨアヒム・フォン・ヴァーレンドルフは、公用印作成の際に 1720 という数値を加えた。後に印章の縁取りは豪華なアカンサスの葉の模様になった。元々市役所の壁沿いにあった石板に直立した4本スポークの輪が描かれている。この石板は、破壊された先行する2代の市庁舎を記念して、1733年に市庁舎の入り口上に掲げられた。現在の紋章の公式な姿は、1939年に確定した。十字型になるのを避けて斜めに配するスポークの配置は1532年のデザインを再利用したものである。

### 姉妹都市と友好都市
姉妹都市との継続的な交流促進により、メレは世界平和やヨーロッパの協力的発展に寄与している。1960年代以降数多くの文化的・人的連携が結ばれている。1996年まで、作業共同体「パートナーシャフト」が政治的な援助活動を行っていた。それ以降は文化・観光委員会がこれを担当している。
 バート・デュレンベルク（ドイツ、ザクセン＝アンハルト州）バート・デュレンベルクで泉の祭りが行われたことを契機に1991年6月29日に姉妹都市協定が締結された。両市はこれによりドイツ再統一に寄与した。この姉妹都市関係はスポーツ、文化、音楽、教会といったレベルでのクラブ間、施設間の交流により育まれている。
 ベルリン＝ライニッケンドルフ区（ドイツ、ベルリン）ベルリンのライニッケンドルフ区との結びつきに関する最初のきっかけはクイズ番組であった。メレは1960年代初めにハンス・ローゼンタールの番組「Einer gegen alle」（直訳すると「1人対全員」）のゲストとなった。その賞金がベルリンの老人たちをグレーネガウに招待することに使われた。この訪問が後に友好関係の締結に寄与した。現在、主に学校、スポーツ、文化、観光分野で交流がなされている。姉妹都市協定は1988年5月7日に署名された。
 シル＝レ＝メロ（フランス、オワーズ県）メレ＝ブルーフミューレンはフランス、オワーズ県のシル＝レ＝メロと姉妹都市関係にある。この姉妹都市協定は1990年5月27日に調印された。学生、数多くのクラブや住民団体がこの姉妹都市関係に関わっている。
 イェーカブピルス（ラトビア）1993年にメレ＝ヴェッターの住民がラトビアのイェーカブピルスに、スポーツ、文化、戦没者埋葬地管理援護事業の分野で姉妹都市協定を結びたいという市長の要請を届けた。1994年12月17日、ハンザ時代に築かれていたバルト地方の歴史的交流を再び活性化することを主目的としてドイツ＝バルト友好協会 (DBF) がメレに設立された。リトアニアおよびラトビアへの最初の旅は1996年6月に行われた。イェーカブピルスにも Melle のDBFの相手先が設立されたため、1998年9月5日、メレで「花と民俗衣装の祭典」が開催された機会に両市の友好都市協定文書に署名がなされた。
 レスコ（ポーランド、西ポモージェ県）1972年の地域再編後、メレ郡とポーランドのレスコとの間の友好地域協定をメレ市が引き継いだ。2年ごとに伝統的な「レーゲンヴァルダー集会」 がメレで行われている。このイベントには、かつてのポンメルンのレーゲンヴァルデ郡の住民もドイツ全土あるいは近隣の国からメレに来て郷里の思い出を蘇らせる。メレの旧宿駅にはレーゲンヴァルデ郷土室が入居している。
 メル（フランス、ドゥー＝セーヴル県）1969年から締結されている、フランス、ヌーヴェル＝アキテーヌ地域圏のメレとの姉妹都市関係は特に両市のギムナジウムによって維持されている。毎年学生の相互訪問がなされており、フランスのメレからの学生は、公式に市庁舎に迎えられる。学校訪問でもさらに多くの交流が行われる。
 ニュー・メレ（アメリカ合衆国、ミズーリ州）19世紀のメレ周辺地域からの移民はアメリカ合衆国ミズーリ州に新たな故郷を見いだし、ニュー・メレと名付けた。家族のつながりが遺っており、交流のためのドイツ＝アメリカ友好協会が設立された。友好都市協定文書は1988年6月16日に署名された。
 ニーデ（トルコ、ニーデ県）トルコのニーデとの友好都市交流の担い手はドイツ＝トルコ作業共同体である。1991年の秋祭りにメレ住民のグループがニーデを訪問した。この旅は、トルコの県都における日常生活を学ぶための DTAK の研修旅行として行われた。その後、メレ市の外国人諮問委員会は友好都市協定締結を勧告し、1996年8月31日に友好都市協定文書が確定した。ハノーファーのトルコ総領事館は、1994年5月30日に両市のギムナジウム間の姉妹校関係を公的に承認した。
 シント＝デアイス＝ウェストレム（ベルギー、オースト＝フランデレン州）現在はヘントの市区となっているシント＝デアイス＝ウェストレムとの友好関係は、特に、両市の市民の人的交流に基づいている。公的な会合の他に、様々な音楽グループ、学生、スポーツクラブ、メレ市青年会、労働者福祉事業団、郷土・美化協会が定期的に相互訪問を行っている。姉妹協定文書は1969年1月10日に調印された。シント＝デアイス＝ウェストレムがヘント市の一部となって以後、この姉妹都市協定は支援を受け、最終的には引き継がれている。
 トルジョーク（ロシア、トヴェリ州）1994年9月6日の「花と民俗衣装の祭典」の機会に、中央ロシアのトルジョーク市との姉妹都市協定文書に署名がなされた。この文書には、東ヨーロッパの理解と深化への意欲が明示されている。1991年3月からすでにトルジョークへの定期的な食品輸送が行われている。両市の病院間の交流を通して、トルジョークは医薬品や医療器具を入手している。メレは寄付によってこの姉妹都市のための緊急車両を経済的に援助している。
 四者姉妹都市協定 メレのアイケン＝ブルーヘ地区は、ベルギーの Eke（ナザレトの地区）、フランスのエエク（ノール県）、スイスのアイケン（アールガウ州）と1965年から「アイヒェンドルフェルン」協定を結んでいる。これらの町は2年ごとに持ち回りで会合を開いている。姉妹都市協定文書は1993年6月に調印された。
 レックヴィッツ（ドイツ、メクレンブルク＝フォアポンメルン州）メレ＝ヴェリングホルツハウゼンはメクレンブルク＝フォアポンメルン州のレックヴィッツと姉妹都市関係を有している。
 メッレ (ベルギー)（ベルギー、オースト＝フランデレン州）本市は、2014年10月からヘント近郊のメッレと姉妹都市となっている。

## 文化と見所

### 演劇
ヴァルトビューネ・メレ（直訳すると「メレの森のステージ」） はメラー・ベルク（ヴィーエン山地）の旧採石場跡に1950年に創設された野外ステージである。2007年5月6日から7日の夜に、火災によりステージや舞台装置の大部分が破壊された。修復がなされた後、ヴァルトビューネは再び多くの観客に公開された。
クルトゥールリング・メレ（メレ文化サークル）はシューレンカンプの「市立祝祭ホール」で定期的に演劇上演を行っている。クルトゥールヴェルクシュタット・メレ・ブーエル（メレ＝ブーエル文化工房）は様々な劇団と共演で公演を行っている。また、ゲスモルト、ゾンダーミューレン（1月に低地ドイツ語公演を行う）、ヴェリングホルツハウゼンおよびヴェスターハウゼン地区（合唱団のアマチュア演劇グループ）のアマチュア劇団が公演を行っている。
2007年にオスナブリュッカー・ラントを中心とする移動劇団と劇場との間で演劇連盟「フェニックス」が結成された。この演劇グループの本部はメレにある。

### 博物館

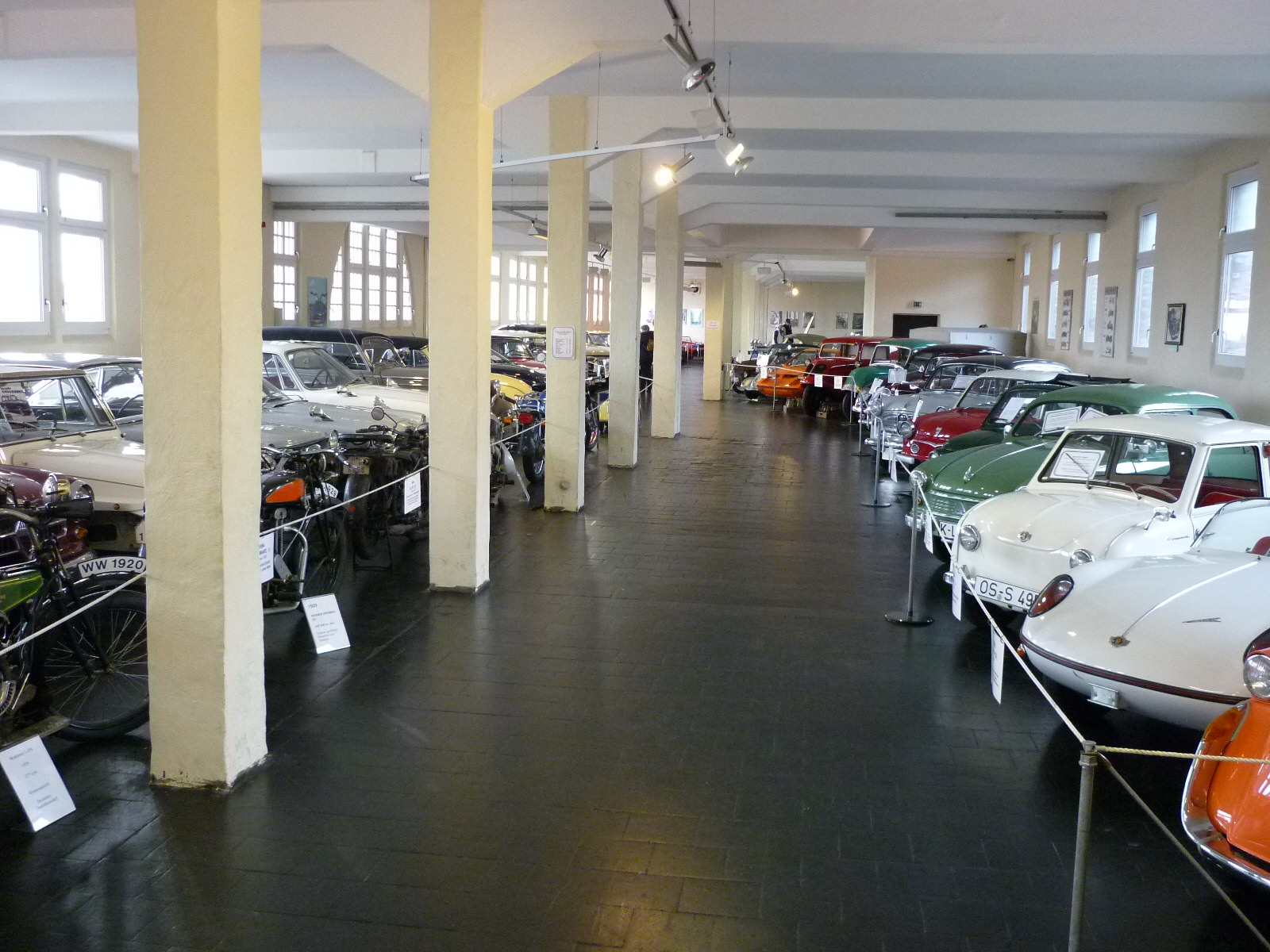
メレ自動車博物館の展示室

#### メレ自動車博物館
メレ自動車博物館はメレ駅の近くにある。保護文化財に指定された旧家具工場のホールに入居しており、3つのフロア、約 3,000 m2 を占めている。このうち 2つのフロアが展示スペースで、1フロアが基礎部分となっている。貸与された様々な時代の自動車約 300台が絶えず入れ替えられながら展示されている。この自動車博物館は1984年にイベンビューレンで設立された。1997年に、メレのペステル通り沿いにある、かつてのメルヒャースマン家具工場跡に移転した。これまで2,000台以上の歴史的な自動車が貸与され、展示された。

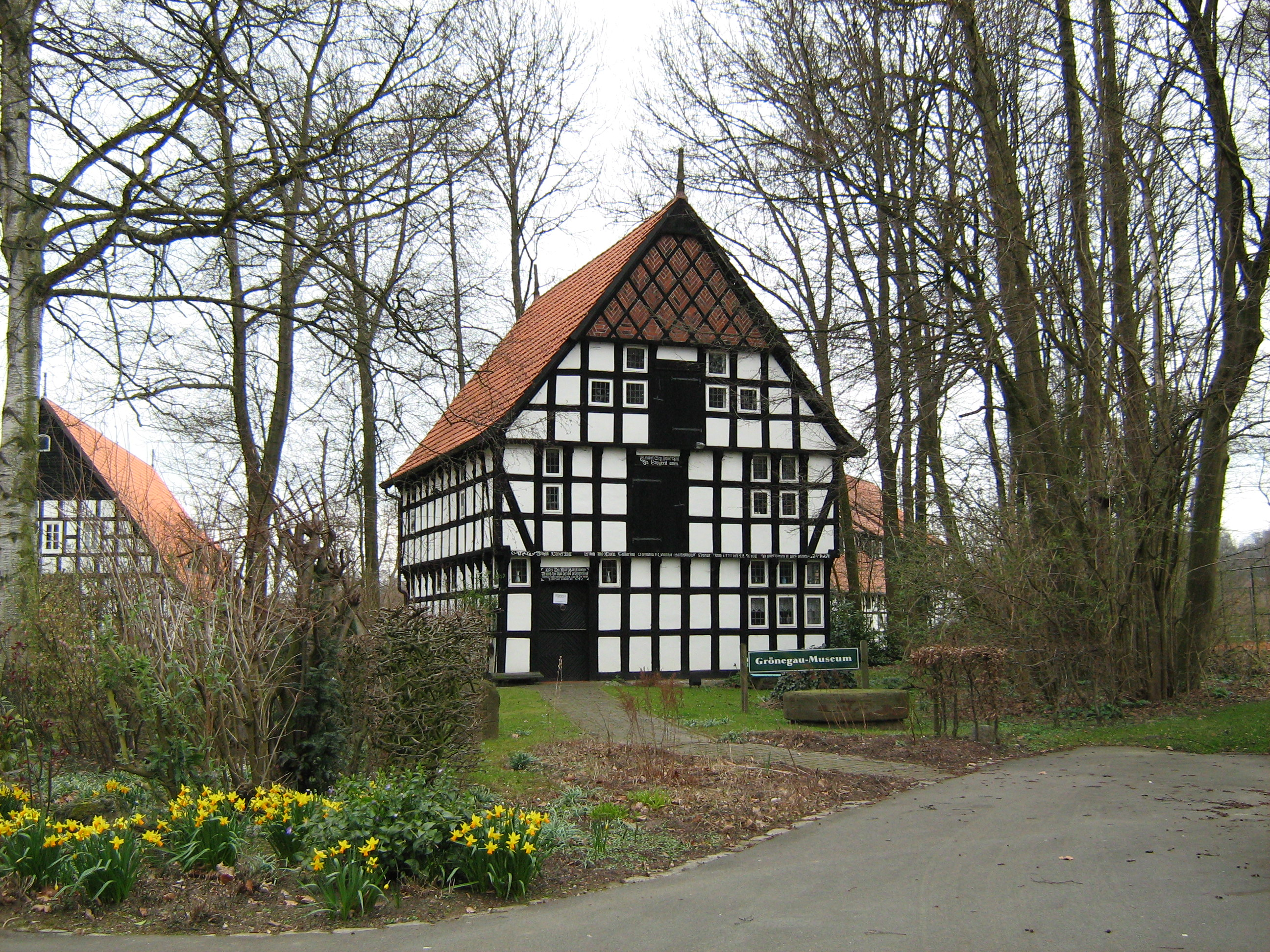
グレーネガウ博物館

#### グレーネガウ博物館
グレーネガウ博物館は郷土史の博物館である。この博物館は4棟の歴史的建造物に入居しており、これらはこの地域に特有の木組み建築の見応えあるアンサンブルを形成している。このうち最も古い建物は1527年に建設された納屋である。1914年6月18日、新しく選出された市長のマイヤー・ツーム・ゴッテスベルゲは、博物館を設立するために古い文物を集めるよう提案した。この提案は第一次世界大戦により中断したが、1919年に郷土協会によって実現に移された。集められた展示品は、初めは市庁舎の地下倉庫に収蔵された。1936年、市が購入したハーファー通りのアムトの代官シュトルクの館に博物館が設けられた。1940年に市議会はグレーネンベルク公園に博物館を創設することを決定した。そのために1777年に建設された建物を最初に獲得した。1960年の団体新設は、文化史研究家マリア・ハイルマンの活動に由来する。この博物館はグレーネガウおよび旧メレ郡の農民や手工業の伝統を主題としている。展示品は、食器類、家具、農具、民俗衣装、完全に復元された鍛冶屋や家具工房である。博物館はメレ中心部のグレーネンベルク公園にある。

#### トラクターと農業機械の博物館
ブーエル＝メースドルフのトラクターと農業機械の博物館 は、歴史的なトラクターやその他の古い農業機械を展示している。毎月第1日曜日に開館している。

### 建築

#### 世俗建築物

##### メレ＝ミッテの市庁舎

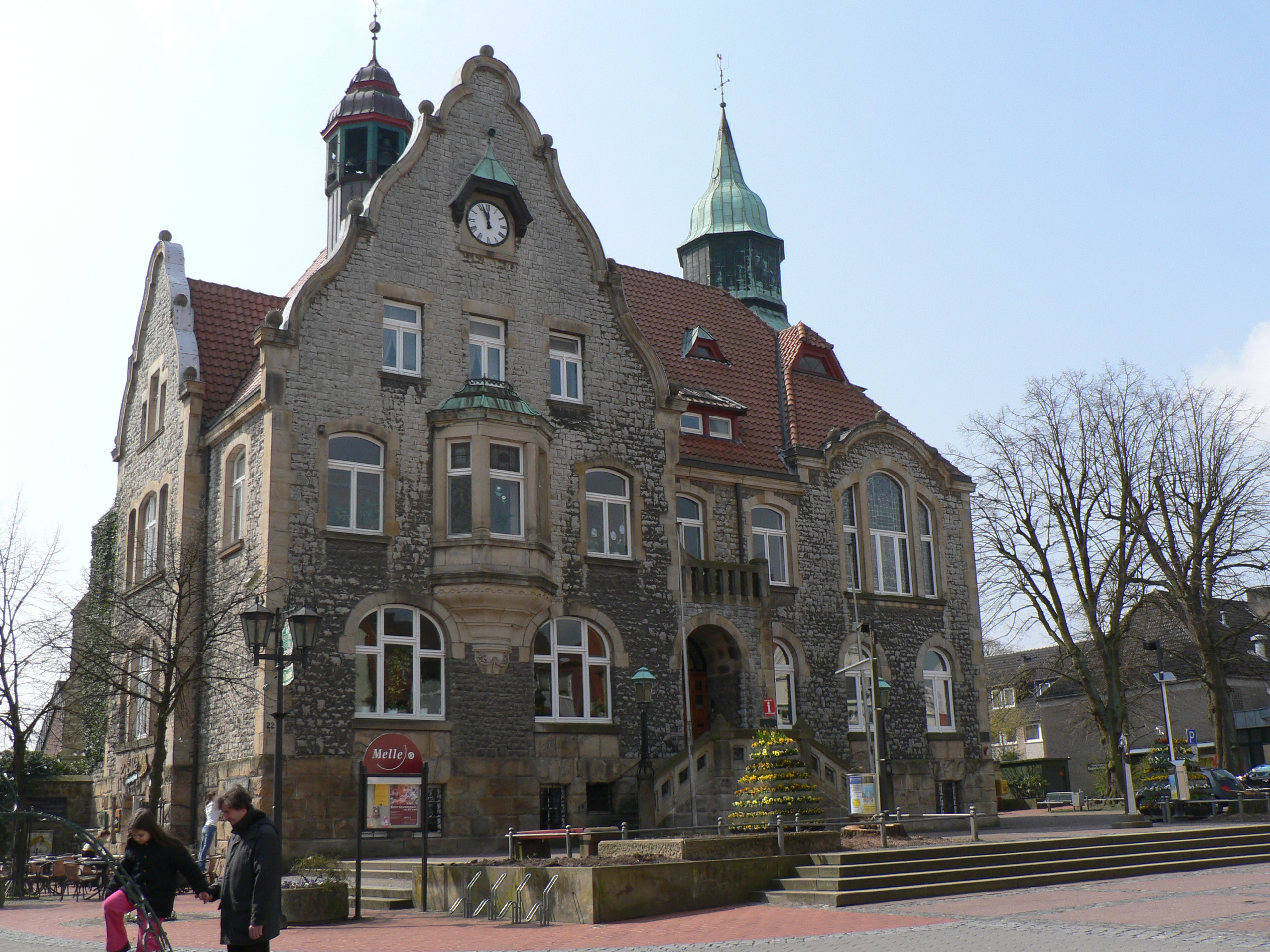
メレ市庁舎

行政の中心は、カトリック教会や福音主義教会にも近いマルクト広場沿いの市庁舎である。この建物の白眉は、大きなステンドグラスを持つ会議室である。ステンドグラスには紋章の他に豊かに装飾されたモットー「Das Wohl der Gemeinde – das höchste Gesetz.」（町の幸せ - それこそが最高の法規である）があしらわれている。この立派な建物は1910年に建設された。1960年代から1970年代にいくつかの部署がゲスモルト通り、グレーネンベルガー通り、シューレンカンプの新しい建物に移転した。
メレの最初の市庁舎は1649年の火災で破壊された。2代目の市庁舎も1720年の大火で炎に飲まれた。1733年に建設された純粋に機能的な建築様式の3代目の市庁舎は1908年に現在の市庁舎建設のために取り壊された。
2つの教会の塔の近くにある市庁舎の塔は、小振りな印象を与える。しかし、市民にとってこの塔は重要な意味がある。この塔の中にはグロッケンシュピールが備えられており、毎日 8時頃にコラール、12時頃に民謡、18時頃に夕べの歌を奏でるのである。グロッケンシュピールは、アメリカに移住した元メレ住民ジョン・クルーズが寄進したもので、1924年の第4アドヴェントに初めて奏でられた。第二次世界大戦中、鐘は運び去られ、軍需品製造のために鋳つぶされた。現在の鐘は募金運動により1951年に寄付された新しい鐘である。

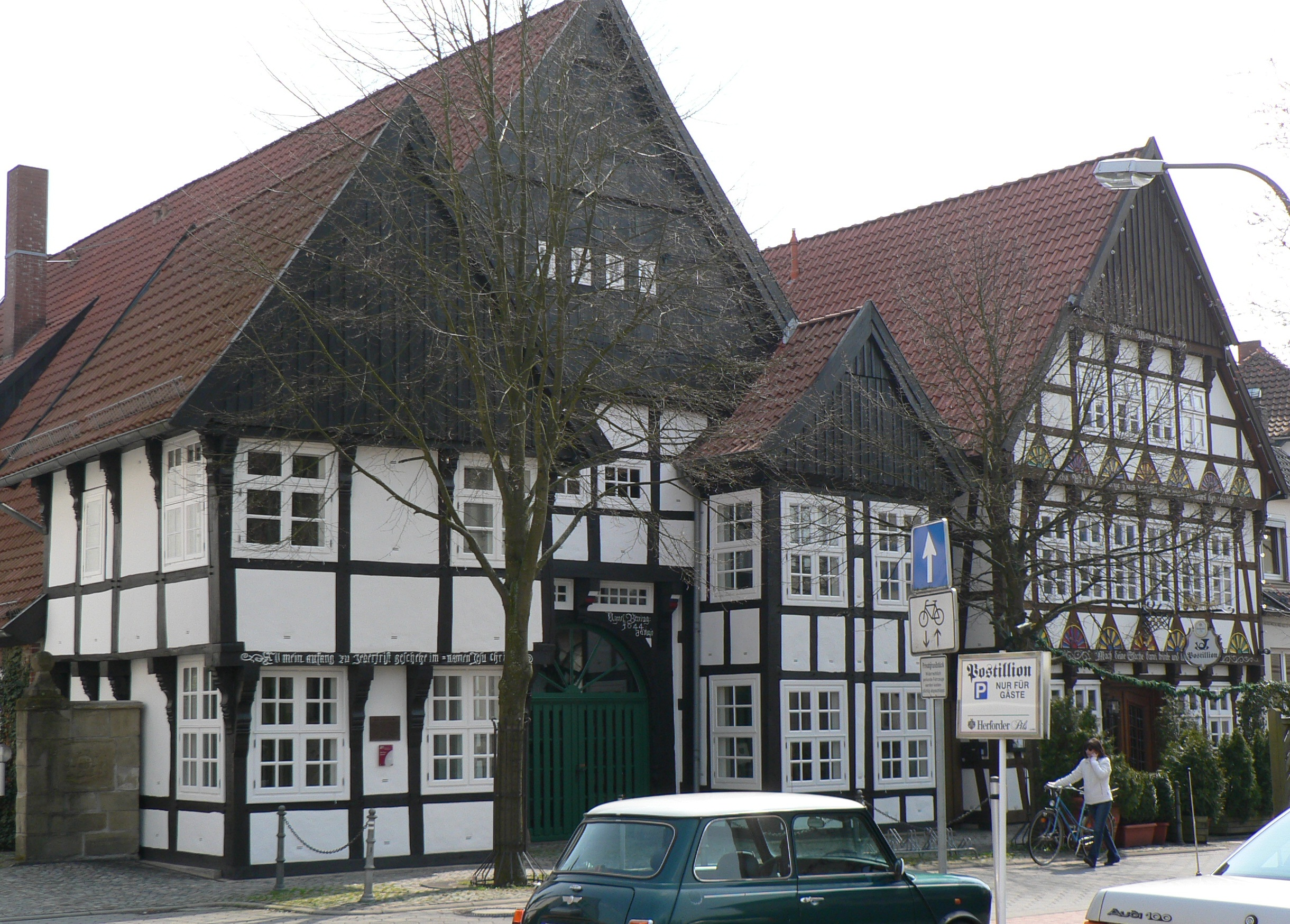
旧宿駅

##### ハーファー通りの旧宿駅
かつてのメレの宿駅は、1644年に市民集会所として建設された。この建物は1720年の大火で焼失しなかった数少ない建物の1つである。18世紀から19世紀に宿駅として用いられ、マイヤー家の所有となっていた。1750年頃からオスナブリュックやビーレフェルトへ向かう旅客および貨物の定期便が運行されるようになった。この宿駅には交換するための馬が20頭から25頭用意されていた。乗客たちはここに宿泊することができた。この建物はその後、ハウス・プリオールという名称のオフィスビルとして利用された。1987年から1988年にかけてメレ市によって修復がなされ、アルテ・ポストハルテライ（旧宿駅）と改名された。現在ここでは、たとえば展覧会のような公共のイベントが行われている。また、レーゲンヴァルダー郷土資料室は姉妹都市であるレーゲンヴァルデ（現在のレスコ）との結びつきを示している。

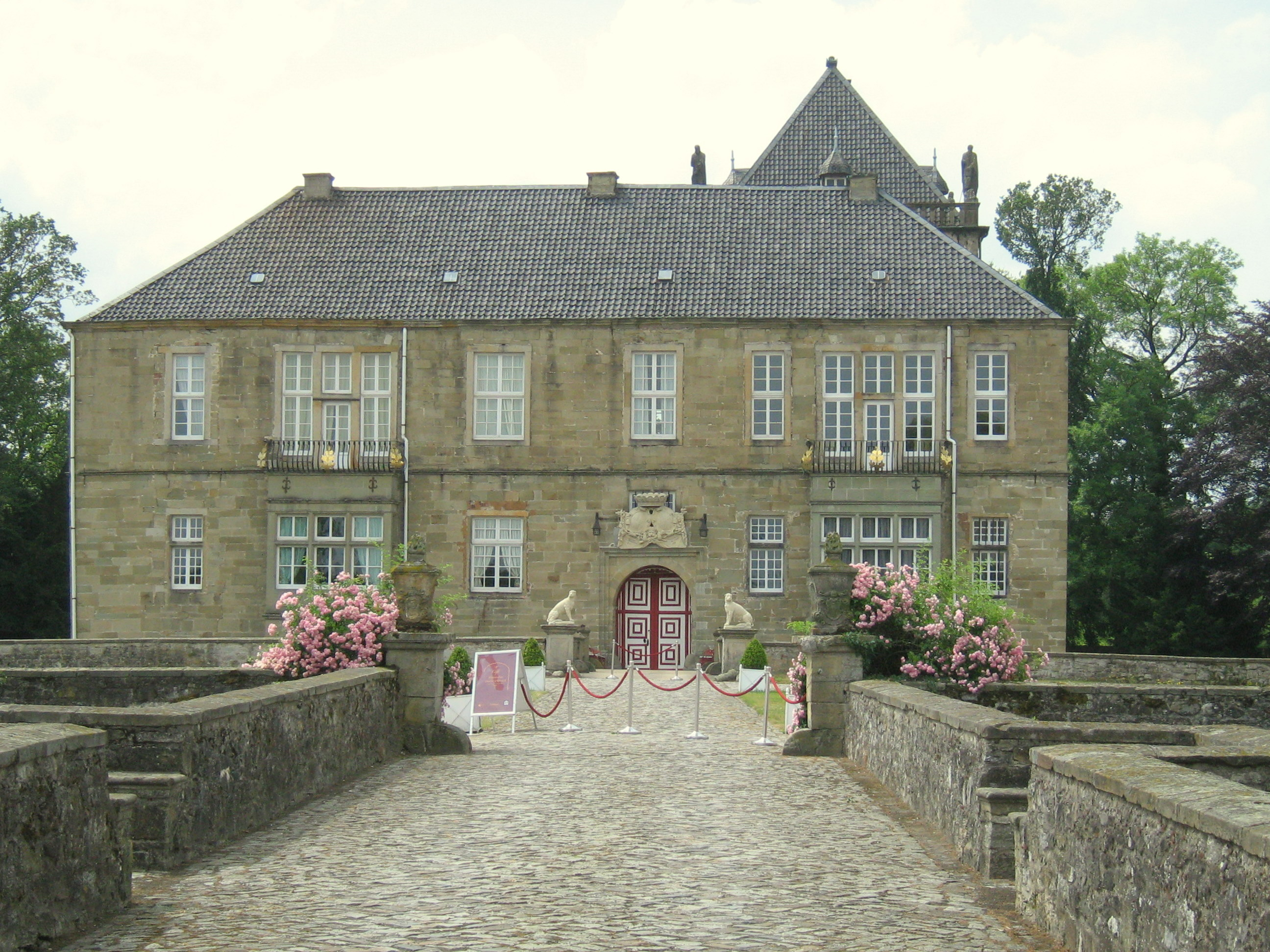
ゲスモルト城

##### ゲスモルト城
1000年頃、フランク人は東西に延びる街道沿いのヴィーエン山地に荘園を築いた。これはオスナブリュックからゲスモルトやメレを通りヘルフォルトに至るこの街道を監視し、防衛するためであった。この入植地は「ゲスメレ」(Gesmelle)、意訳すれば「メレの前にある農場」と名付けられた。最も古い文献上の記録は1160年になされている。ベルンハルト・フォン・ゲスメルは、この荘園とともに、危機に対応するために城を建設する権利をオスナブリュック司教から獲得した。エルゼ川沿いの沼地のアイヒェンシュテンメンに居住・防衛のための塔が築かれ、幅広い堀で護られた。この城は13世紀に建設され、1544年から1559年に拡張工事がなされた。この城館は2つの出城を持ち、3つの防衛用の堀で囲まれていた。この堀にはそれぞれ1本ずつ本館に通じる橋が架かっていた。バロック時代に外階段とオランジュリーをもつフランス式庭園が造営された。その後庭園はイギリス式庭園に造り替えられた。以下の代官や男爵がゲスモルト城の城主となった: 1100年頃から1400年まで フォン・ゲスメル家、1400年から1540年まで ブッシェ家、1540年から1608年まで アメルンクセン代官、1608年から1664年までオスナブリュック司教（ヴァルテンベルク伯フランツ・ヴィルヘルム枢機卿）、1664年から現在まで ハンマーシュタイン男爵。

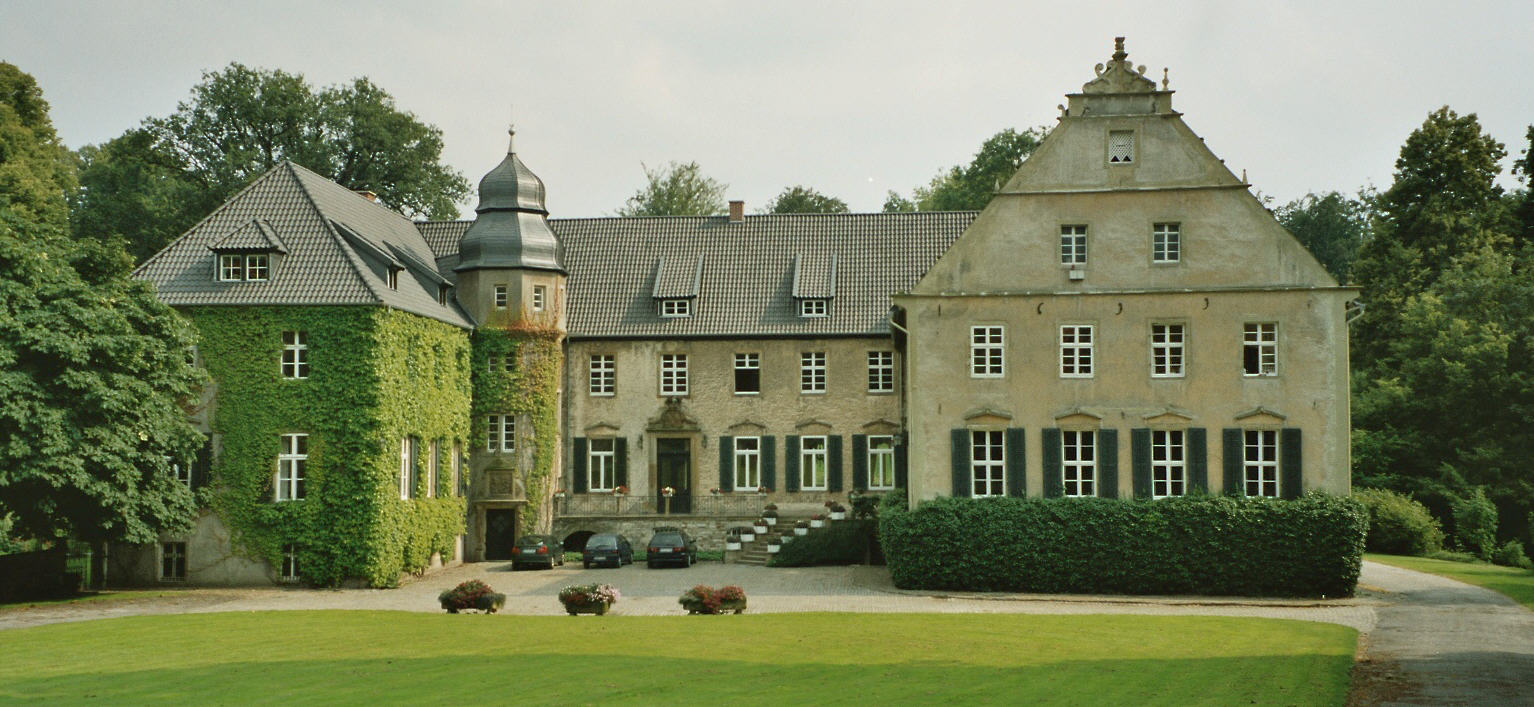
オステンヴァルデ館

##### オステンヴァルデ館
オステンヴァルデ館はオルデンドルフ市区とブーエル市区との間にある城館である。最初の文献記録は1343年になされている。所有者は当時からすでにヴィンケ家であった。この館は三翼式の領主館からなっている。建設は1698年、1780年、1908年に行われた。敷地内には1681年建造の搾油水車もある。街道からの入り口付近には雄牛の頭の形をした吐水口をもつ泉がある。オステンヴァルデは第二次世界大戦後の数年間、陸軍元帥バーナード・モントゴメリーの司令本部となった。現在、敷地内の旧オランジュリーでは定期的に展覧会が開催されている。

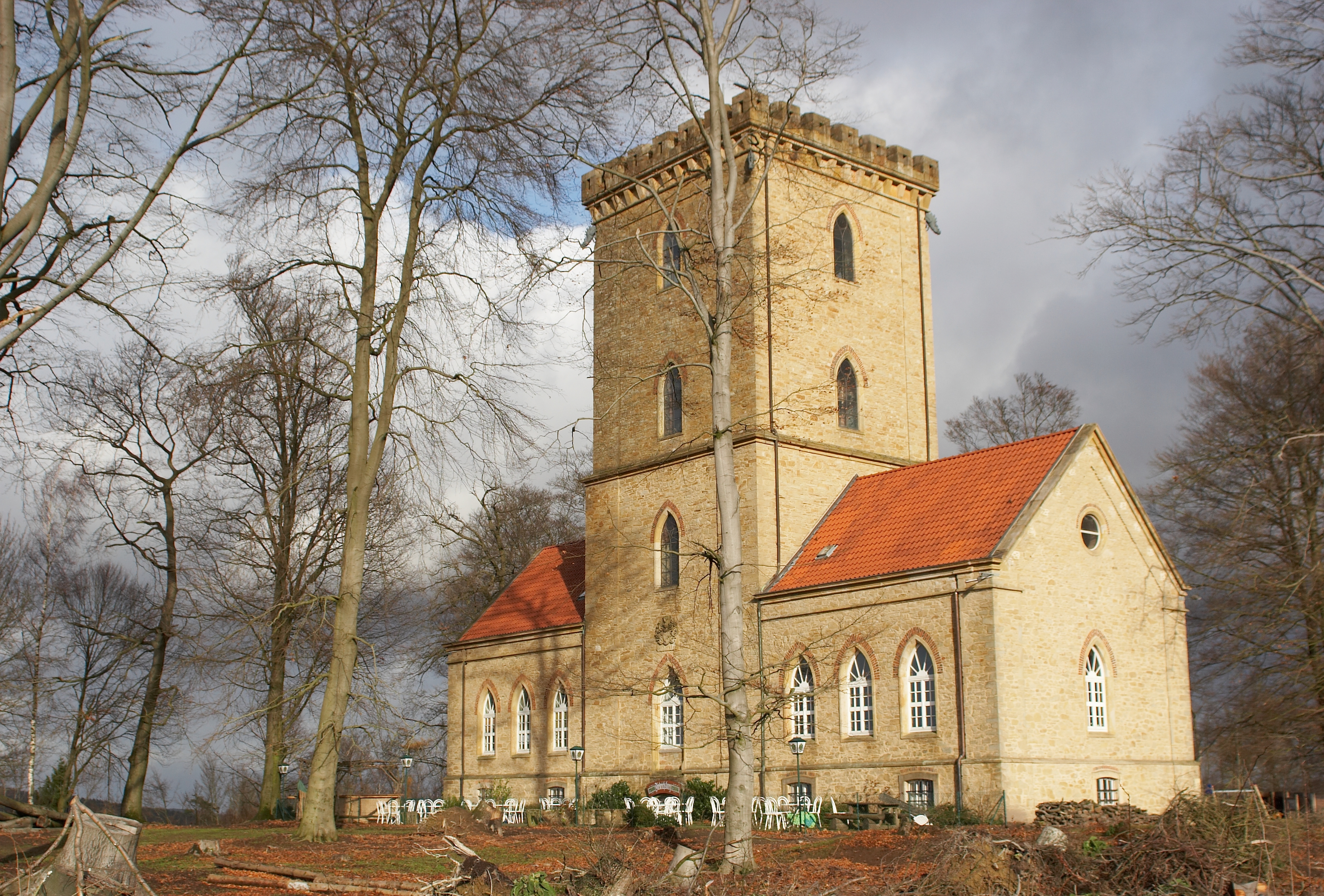
ディートリヒスブルク城

##### ディードリヒスブルク
ディードリヒスブルクは、中世の防衛塔を模したネオゴシック様式 / ネオロマネスク様式の山城である。この城は、メラー・ベルクの山並みの上に建てられている。この城は、広さ 200 ha 以上の野生公園の真ん中にある。この野生公園では数多くのイノシシやノロジカが放し飼いにされている。この城は歴史主義・城砦ロマン主義に則って1844年から1860年にエルンスト・フォン・ヴィンケ男爵の依頼によって設けられた。ヴィンケ家は近くに位置するオステンヴァルデ館に本拠を構えていた。建設はエルンスト・フォン・ヴィンケの婿に当たるシューレンブルク＝ヴォルフスブルク伯ヴェルナーの時代に完成した。建築家はハノーファー王国の建築監査官を務めたエマヌエル・クヴェート＝ファスレムであった。

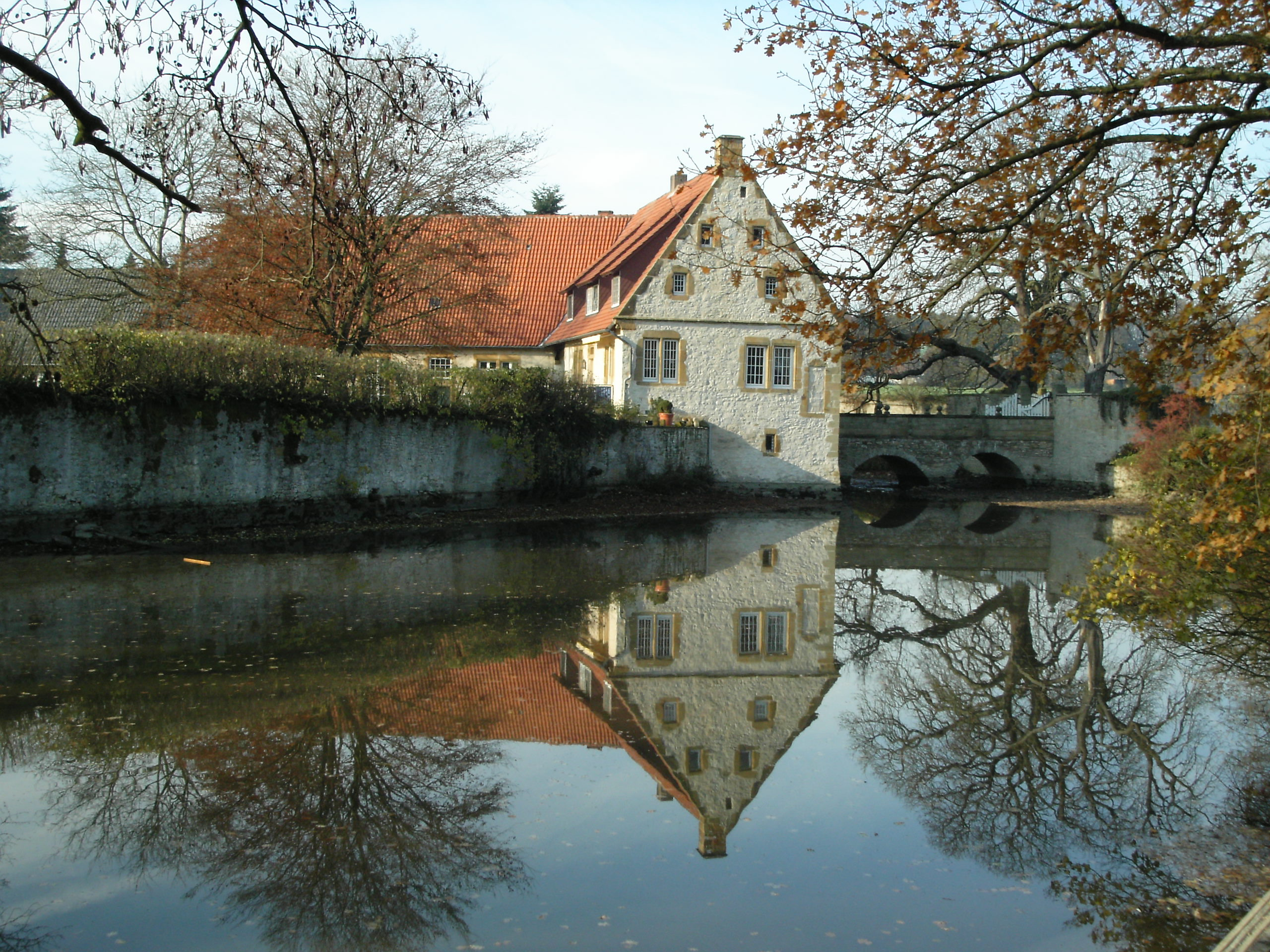
ゾンダーミューレン館

##### その他の見所
- ハウス・フォア・メレには、ユストゥス・メーザーの娘で、ゲーテの文通相手であったジェニー・フォン・フォイクツが1768年から1796年まで住んでいた。
- 内市街の東に建つ城館施設ブルーヘ館
- 内市街グレーネンベルク公園近くに建つ領主館ラビンゲン館
- ゾンダーミューレン市区東部、池に囲まれたゾンダーミューレン館
- ヴァルメナウ館は、シュップラーゲ＝ザンクト・アンネン地区に建つ旧騎士館で、ニーダーザクセン州とノルトライン＝ヴェストファーレン州との州境に面している。
- ノイエンキルヒェン市区のケーニヒスブリュック城は、4階建ての水城として建設された4翼式のヴェーザールネサンス様式（ドイツ語版、英語版）の城館で、二重の堀で囲まれている。
- ヴェストホイエルの風車
- ヴェスターハウゼナー城沿いの石灰窯。1996年に改修された。

- ブルーヘ館
- ヴァルメナウ館の楼門
- ケーニヒスブリュック城
- ヴェストホイエルの風車
- ヴェスターハウゼンの旧石灰窯

#### 教会建築

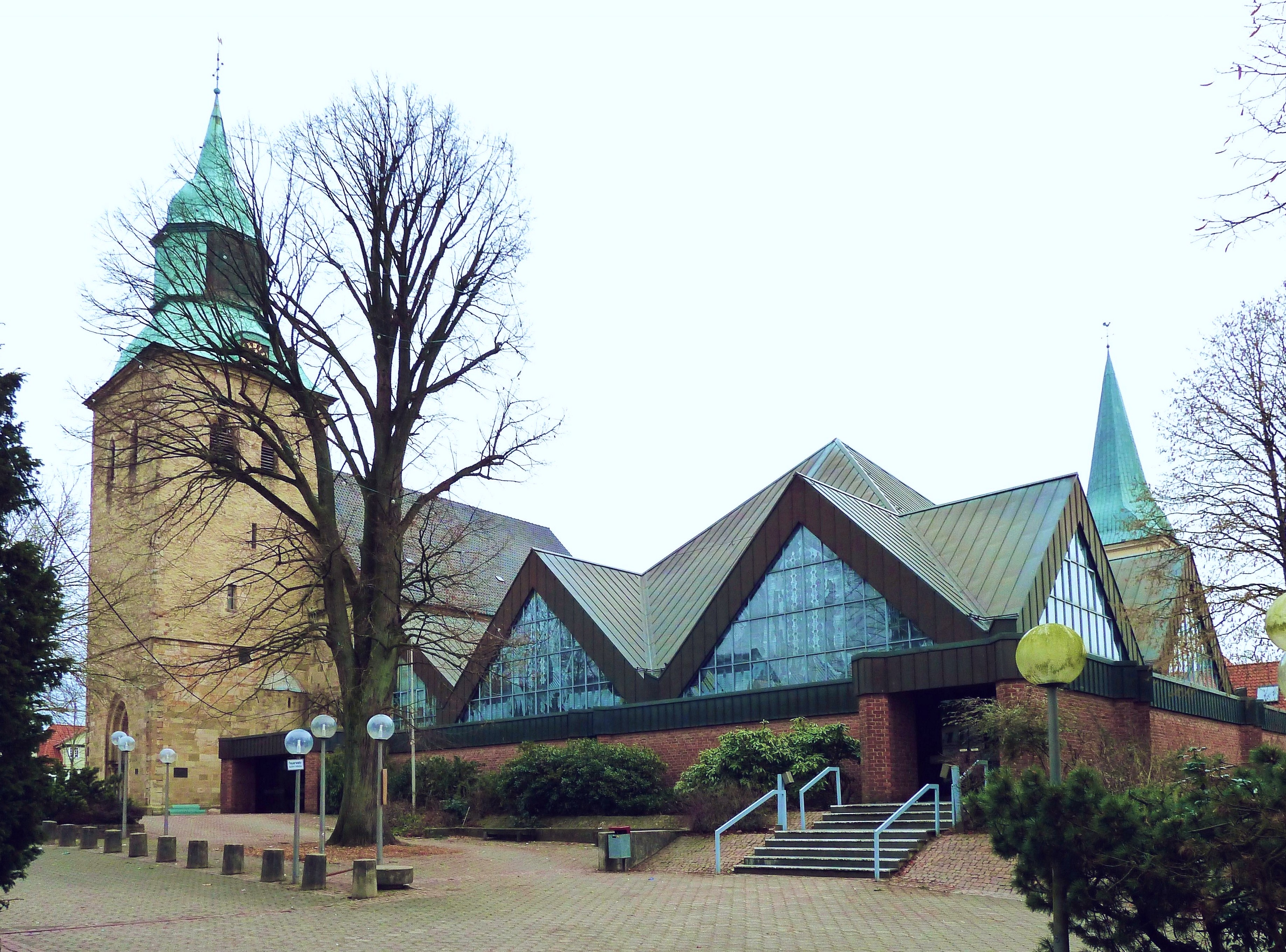
メレの聖マテウス教会

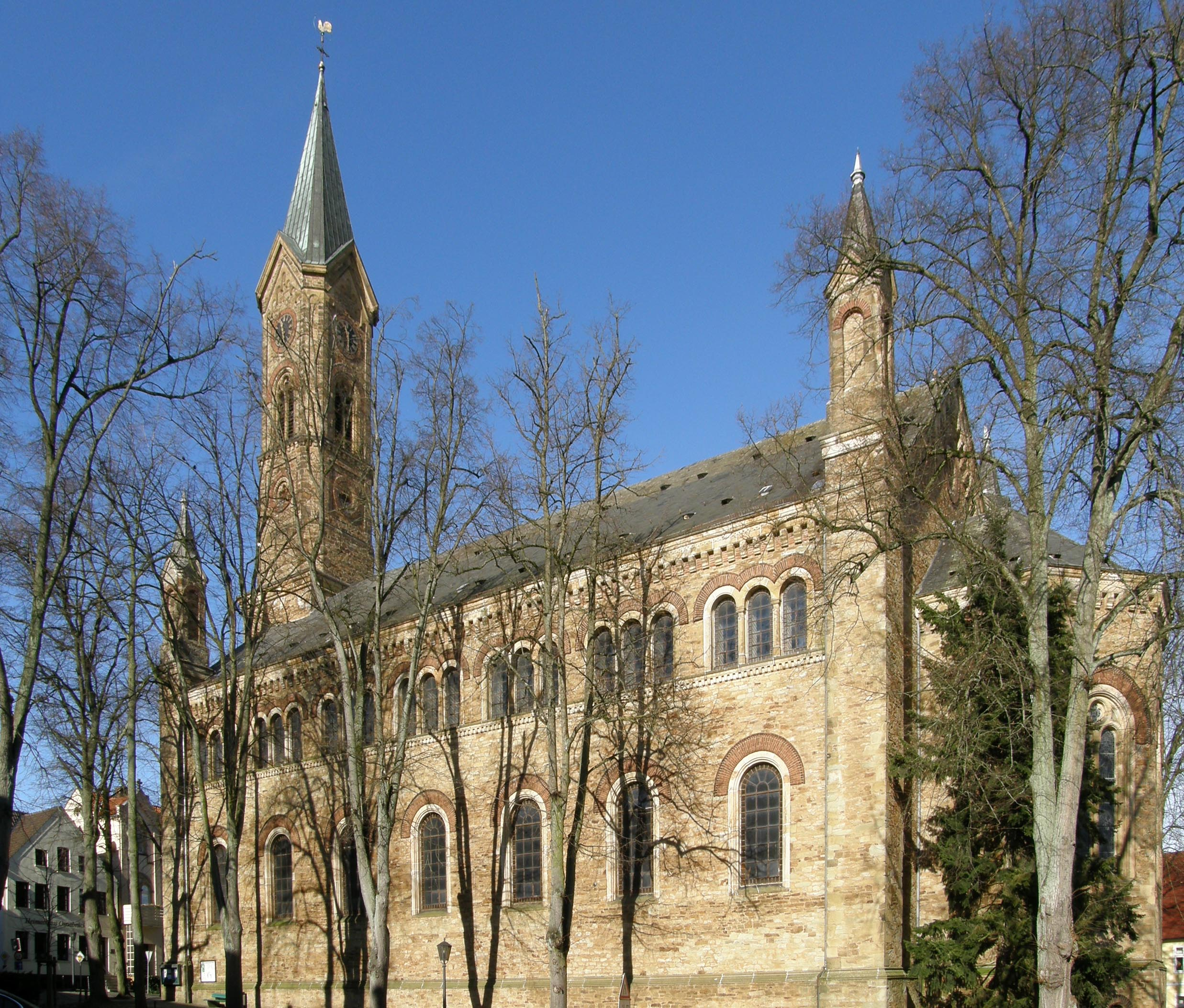
ブーエルのマルティーニ教会

- メレ＝ミッテの聖マテウス教会（ローマ＝カトリック）は「聖マタイの殉教」を有している。オスナブリュックおよびミンデンの聖堂参事会員でオスナブリュックの聖ヨハン教会の聖職者であったテオドール・ハインリヒ・フォン・ネーエムが1681年に寄進したこの絵画は、おそらくイタリア出身のアンドレア・アロヴィジイによって制作されたものである。アロヴィジイは、約20年間宮廷画家としてオスナブリュック司教領主フランツ・ヴィルヘルム・フォン・ヴァルテンベルク（ドイツ語版、英語版）に仕えた人物である。ハインリヒ・クラウジング作の歴史的に重要なバロックオルガン（1713年）は、2008/09年にオルガン製作会社アーレントによって修復がなされた。
- メレ＝ミッテの聖ペトリ教会（福音主義ルター派）は、1721年に建造された。エルンスト・ディートリヒ・バルテスによるバロック様式の祭壇は1723年に製作された。クリスティアン・ファーターによる歴史的価値のあるバロックオルガンは1724年に製作されたもので、2000年にオルガン製作会社エトスケスによって修復された。2階席の胸壁にはグレーネガウの貴族家の紋章が飾られている。
- ゲスモルトの聖ペトルス教会（ローマ＝カトリック）は1835年にブルーノ・エマヌエル・クヴェート＝ファスレムによって建設された。ローマのパンテオンをモデルにしている。
- オルデンドルフのマリエン教会（福音主義ルター派）は、1520年製の見応えのある両開き祭壇を有している。講壇は1644年に造られた。
- ブーエルの聖マルティーニ教会（福音主義ルター派）は、1855年に建造された。祭壇室の天井は星形に造られている。2階には、ロマン主義様式のオルガンがある。
- リームスローの聖ヨハネス教会（ローマ＝カトリック）は、1462年に建造された。この教会は、バロック様式の主祭壇の他に、1500年製作、後期ゴシック様式の聖体安置塔や1522年に鋳造された青銅製の鐘を有している。
- ホイエルの聖アントニウス教会（福音主義ルター派）は、1583年建造の講壇と1843年製作、後期古典主義様式の祭壇を有している。
- グロース＝アッシェン礼拝堂（福音主義ルター派）は、1697年に建設された。祭壇室には後期ゴシック様式の祭壇がある。
- シップラーゲ＝ザンクト・アンネンの聖アンナ教会（ローマ＝カトリック）は後期ルネサンス様式の講壇と参事会員席を持つ。壁と天井には絵画が描かれている。洗礼盤は、ゾンダーミューレン館のネーエム家が1666年に寄進したものである。この教会には、オスナブリュックのオルガン製作会社クライエンブリンク社が1982年に製作した新しいオルガンがある。このオルガンの外観は歴史的な教会の調度に合っている。
- クリストフォルス教会（福音主義ルター派）は、ノイエンキルヒェン市区の中心部に建っている。
- ゾンダーミューレンの聖マリエン教会は、19世紀に建設された。オリジナルの財産目録のほかに、1980年代半ばにオルガン製作会社フランツ・ブライルが修復したロマン主義様式のオルガンを有している。教会塔の上部および天井は2012/13年に多額の費用をかけて改修された。
- 地元では「グレーネンベルガー聖堂」とも呼ばれる聖バルトロメウス教会（ローマ＝カトリック）はヴェリングホルツハウゼン市区にある。

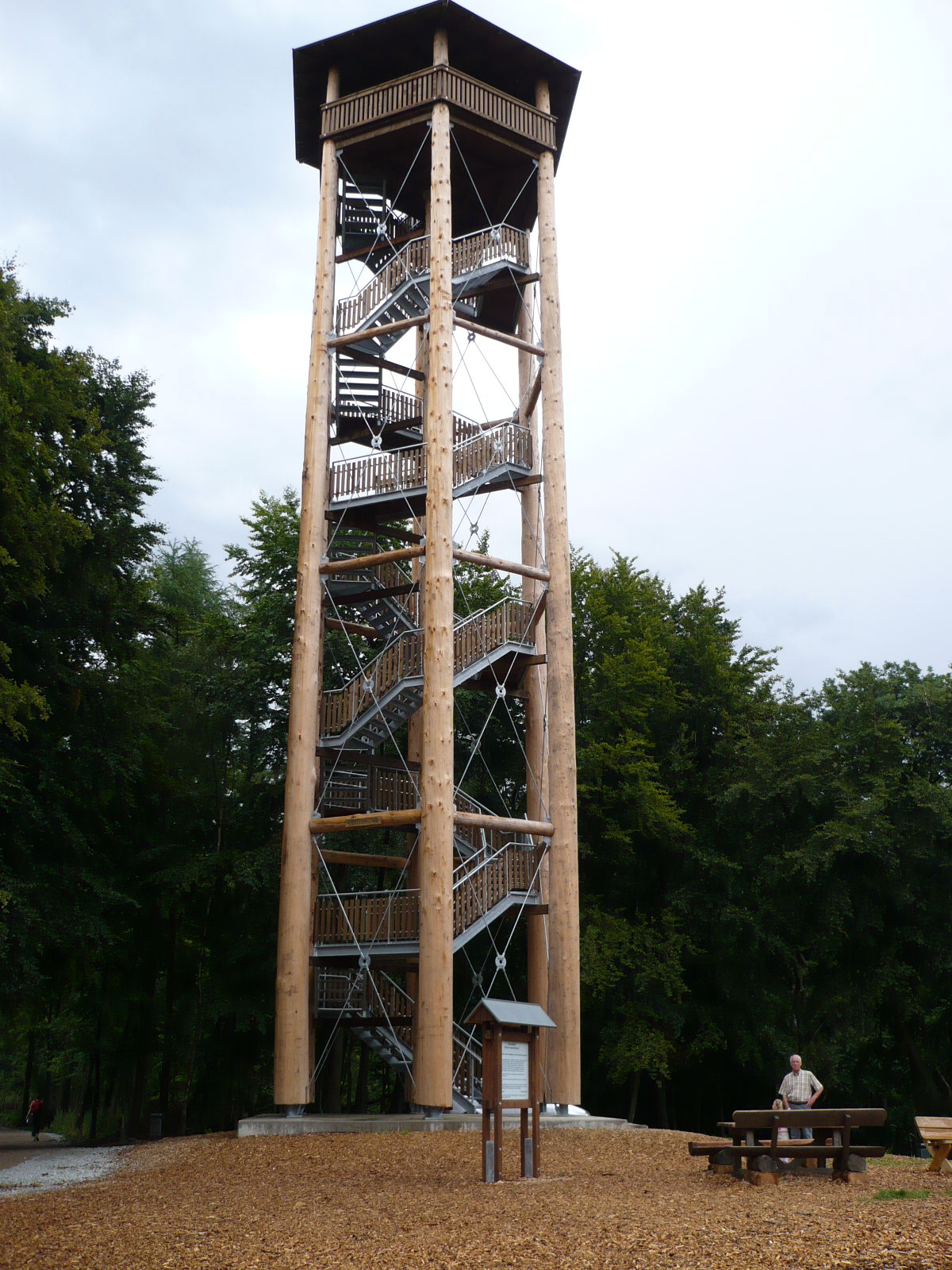
オットーヘーエの展望塔

- 聖マテウス教会の「聖マタイの殉教」
- 聖マテウス教会のクラウジングのオルガン
- 聖ペトリ教会
- 聖ペトリ教会のオルガン
- ゲスモルトの聖ペトルス教会
- オルデンドルフの聖マリエン教会
- リームスローの聖ヨハニス教会の主祭壇
- ホイエルの聖アントニウス教会
- グロース＝アッシェン礼拝堂
- シップラーゲ＝ザンクト・アンネンの聖アンナ教会の壁画とオルガン
- ノイエンキルヒェンの聖クリストフォルス教会
- ゾンダーミューレの聖マリエン教会
- ヴェリングホルツハウゼンの聖バルトロメウス教会

#### 展望塔
メレ市内には展望塔がいくつか存在する。
- メラー・ベルク南斜面にあるオットースヘーエにある高さ約 30 m の屋根付き木造展望塔
- ヴェリングホルツハウゼンのボイトリング山頂
- ブーエルのフリーデンスヘーエ
- ヴィーエン山地の山並みに建つ、オステンヴァルデ野生公園のディードリヒスブルク

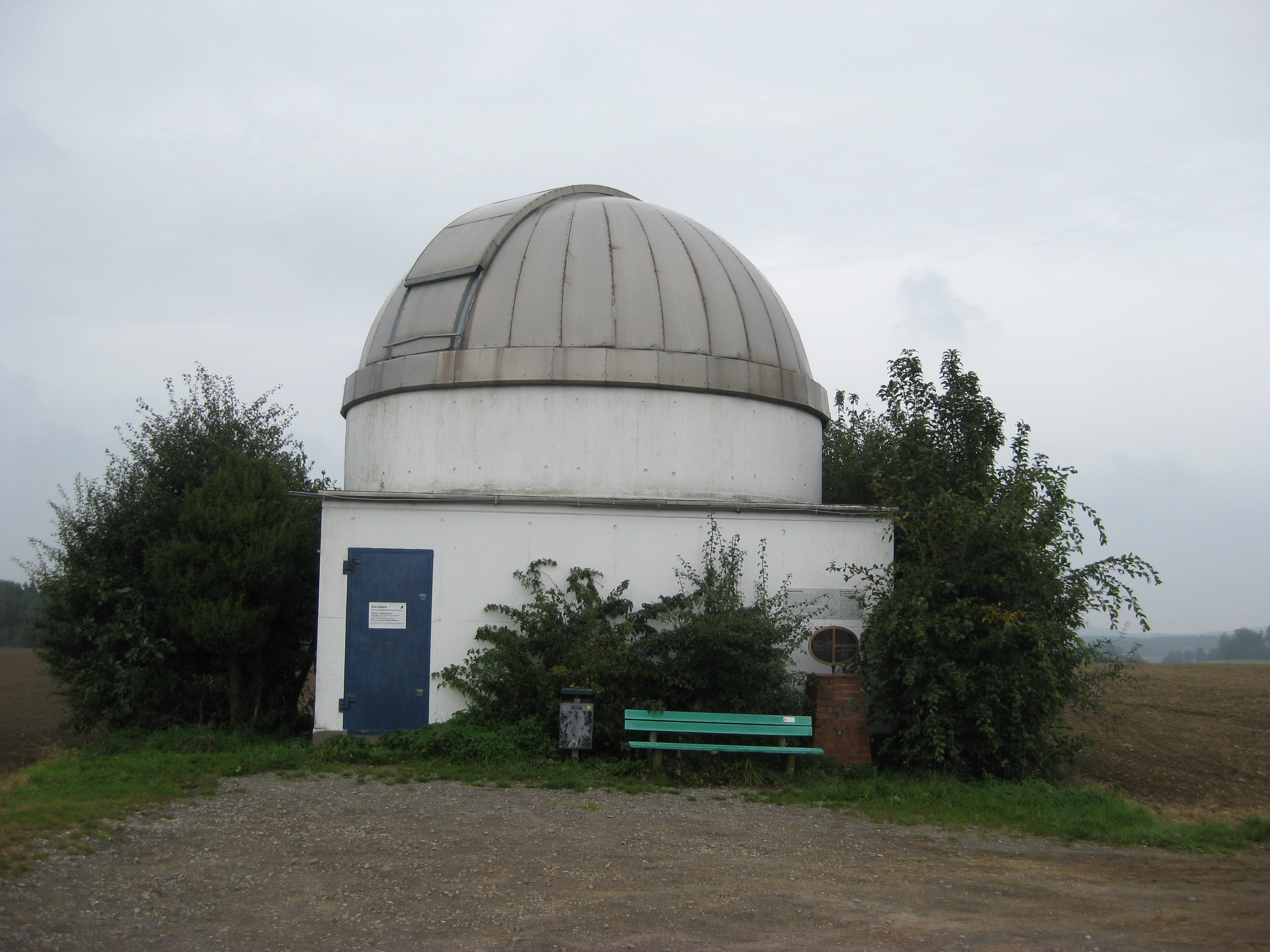
メレ天文台

#### 天文台
メレ近郊には定期的に一般公開される天文台が2つある。メレ＝オーベルンホルステンのEXPO天文台は、一般愛好家が観測に用いることができる最大のニュートン式望遠鏡を備えている。

### 公園
- メレ: グレーネンベルク公園、クアパルク、フリーデンス公園
- ヴェリングホルツハウゼン: 市民公園
- ノイエンキルヒェン: パルク・デア・ゲネラツィオーネン
- ゲスモルト: 環境教育公園ビフルカツィオーン

### 自然文化財
- ヴェリングホルツハウゼン近郊のハーゼ水源、アルマ水源、レー水源を含むハーゼ川水源地区
- 環境教育公園を含むゲスモルト近郊のビフルカツィオーン。

- グレーネンベルク公園（南から）
- グレーネンベルク公園（北から）
- ヴェリングホルツハウゼン市区のハーゼ水源
- ハーゼ川（左）とエルゼ川（右）の分岐点
- ブルーフミューレン市区のエルゼ川

### 年中行事

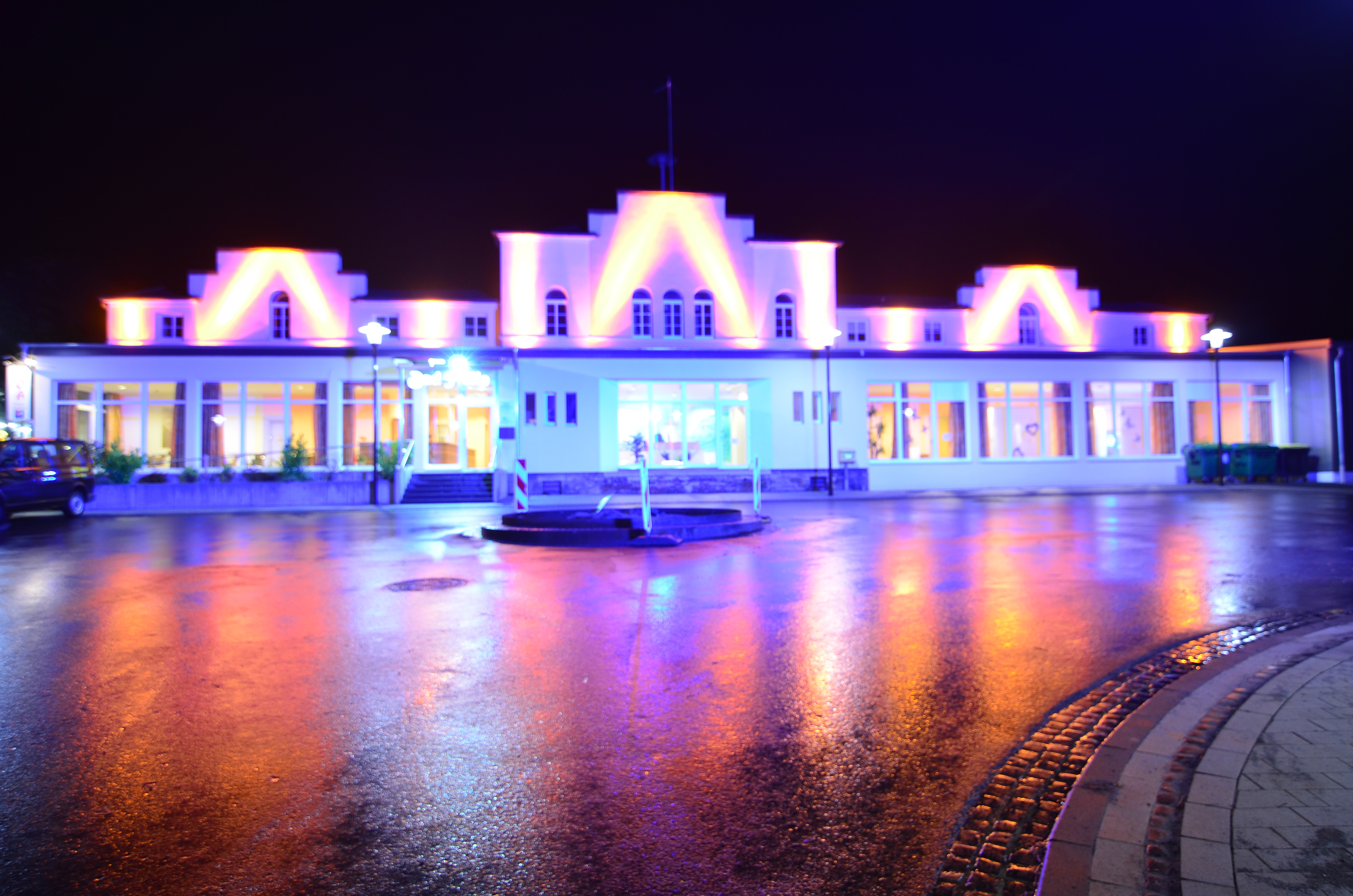
2013年のファーベルハフテス・メレ

6月に開催されるヴェリングホルツハウゼンの射撃祭は、グレーネガウ最大の射撃祭であり、オスナブリュック郡全体でも最大級のものの1つである。ラインラントのバラの月曜日のパレードに類似したウルクムツークがこの祭りの見所である。この祭りには毎年何千人もの観客が訪れる。
4月から9月に地元の若者による「ショイネンフェーテン」（直訳すると「納屋の宴会」）が開かれる。また、2年に1度国内外の凧揚げ名人による「凧揚げ祭」がメレ＝グレーネガウ飛行場で開催される。
市内では毎年3回、大規模な産業ショーが開催される: ヴェリングホルツハウゼンのアクティーヴァ（ヴェリングホルツハウゼン産業地区および市区中心部）、ゲルデン産業地区とバークム産業地区の産業ショーである。
毎年9月の第2週末にアルテンメレ地区で、グレーネガウ全域で有名な感謝・住民祭が開催される。この祭は、アルテンメレ消防団と男声合唱団「リーダーターフェル」が交替で主催している。
9月のゲスモルトのキルメス（教会祭）はグレーネガウ最大の市民祭である。この祭りは、聖ペトルス教会の教会堂開基祭が行われる9月の第3週末とその翌月曜日に開催される。2010年にこの教会祭は500周年を祝った。この時には金曜日も4つ目のキルメスの日とされた。ヴェリングホルツハウゼンの教会祭は毎年7月に行われる。
この他の年中行事としては、ビフルカツィオーンの日、ブーエルの市、メレのゼラニウム市、ヴェリングホルツハウゼンの市民公園祭、ブルーフミューレの秋祭り（この祭りは毎年10月3日にノルトライン＝ヴェストファーレン州レーディングハウゼン市のブルーフミューレン市区と共同で開催される）、6月の住民集会「ブルスティーン」（ゲスモルト市区に伝わる農村の伝統行事）、ヴェリングホルツハウゼンの野外プールでの24時間水泳がある。
2003年から、10/11月にファーベルハフテス・メレが開催されている。これは、内市街の様々な建物やクアパルクを多彩な色の照明でライトアップするものである。クリスマスマーケットは、メレ＝ミッテ（聖マテウス教会および市庁舎周辺）と、ゲスモルト市区、ヴェリングホルツハウゼン市区、ノイエンキルヒェン市区、ブーエル市区でアドヴェント期間中に開催される。

### 名物料理・食材
地元の特別な料理としてはゲスモルダー・ピッケルトがある。これはカステンピッケルトして調理される。つまり、食パンのような箱状の型に入れて焼かれ、冷めた後に薄く切り分けられ、フライパンで熱した油とともに焼かれる。

## 経済と社会資本
メレ市の主な経済分野は木工業と金属加工業である。その他の分野としては、食品、ゴム、合成樹脂の加工業がある。メレはかつてアウトバーン A30号線沿いの流通拠点としても発展した。

### 地元企業

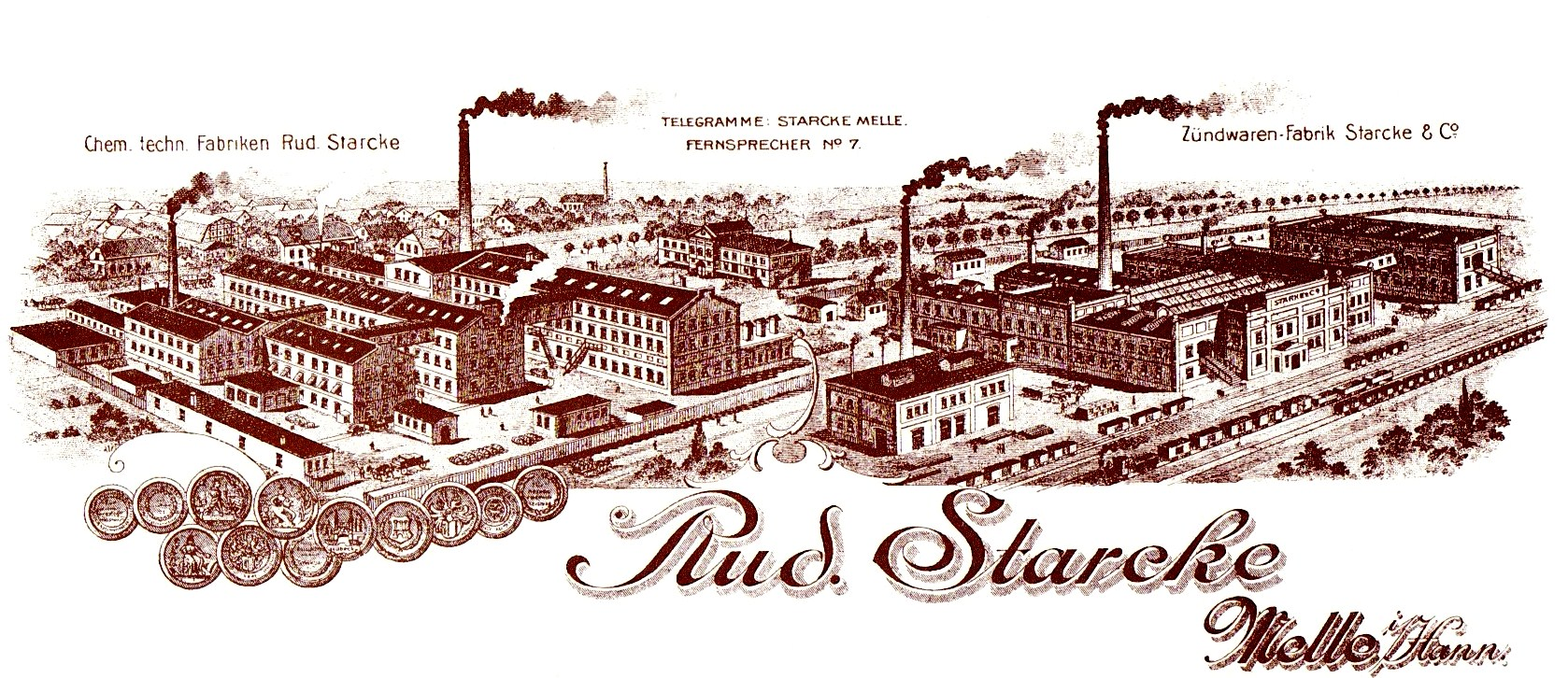
1900年頃のシュタルケ＝メレ社

メレで最も古い工場の1つが「カール・シュタルケ＝メレ」である。この工場はマッチの専売権を有していた。このほかにインクや靴クリームの製造も行った。現在この会社は研磨剤の製造に特化している。
「シュパルテルム・フォイエルングステクニークGmbH」 は、この地域最大の雇用主で、約5万個の暖炉、懐炉、バーチャル暖炉を製造している。この会社はマンフレート・ロコッサによって1986年に設立され、有名ブランドとしてこの分野のリーディングカンパニーの1つとなっている。
「テトラGmbH」は、スペクトラム・ブランツ・コンツェルンの子会社であり、世界的で最も重要なアクアリウム用品メーカーの1つである。この会社は1946年にウルリヒ・ベンシュによってメレで設立された。
「ダイナミック・パーセル・ディストリビューション」（旧ドイチャー・パケート・ディーンスト）は、ゲスモルト市区の A30号線沿いに、同社でヨーロッパ最大の配送施設を有している。
「ショーメッカー＝フェーデルンヴェルク」はアルテンメレ市区に本社を置いている。40,500 m2 の敷地で、約3,000種類のばねを製造している。この工場では1年間に約2万トンの鋼が加工される。この会社は1880年に車両用ばね工場として創設された。
「ブルトン GmbH メレ」はブーエル市区に本社を置いていた。この会社は1887年に家族企業として設立され、最初はシーファートンヴェルケ・ブーエル（＝ブーエル・スレート工場）と称していた。この会社は、セラミックオーブン製造のための耐火システム用ファインセラミックスおよび粗セラミックの世界的リーディングカンパニーであった。2013年7月にこの会社は破産を届出て、同年8月にミュンヘン近郊イスマニングの「レフラテクニーク・グループ」 に吸収された。
「アスマン＝ビューロメーベル社」 はヴェスターハウゼン市区にある。ハインリヒ・アスマンは1939年に家具工場を買い取り、この会社を設立した。この会社は現在300人の従業員を雇用しており、高級オフィス家具の組み立てに特化している。
地上および地下工事、技術工事、道路工事、支持体設計、水路工事の「ヨーゼフ・ヘーベルGmbH」はメレに本社を置いている。支社は南ドイツとハンガリーにある。この会社の特殊性は、ヘーベル・ガスコンクリートの発明にある。
「プロジェクトウィザーツ社」 はメレに本社がある。この企業はプロジェクトマネジメントに関するソフトウェア（特に macOS および iOS 用）の開発および販売である。

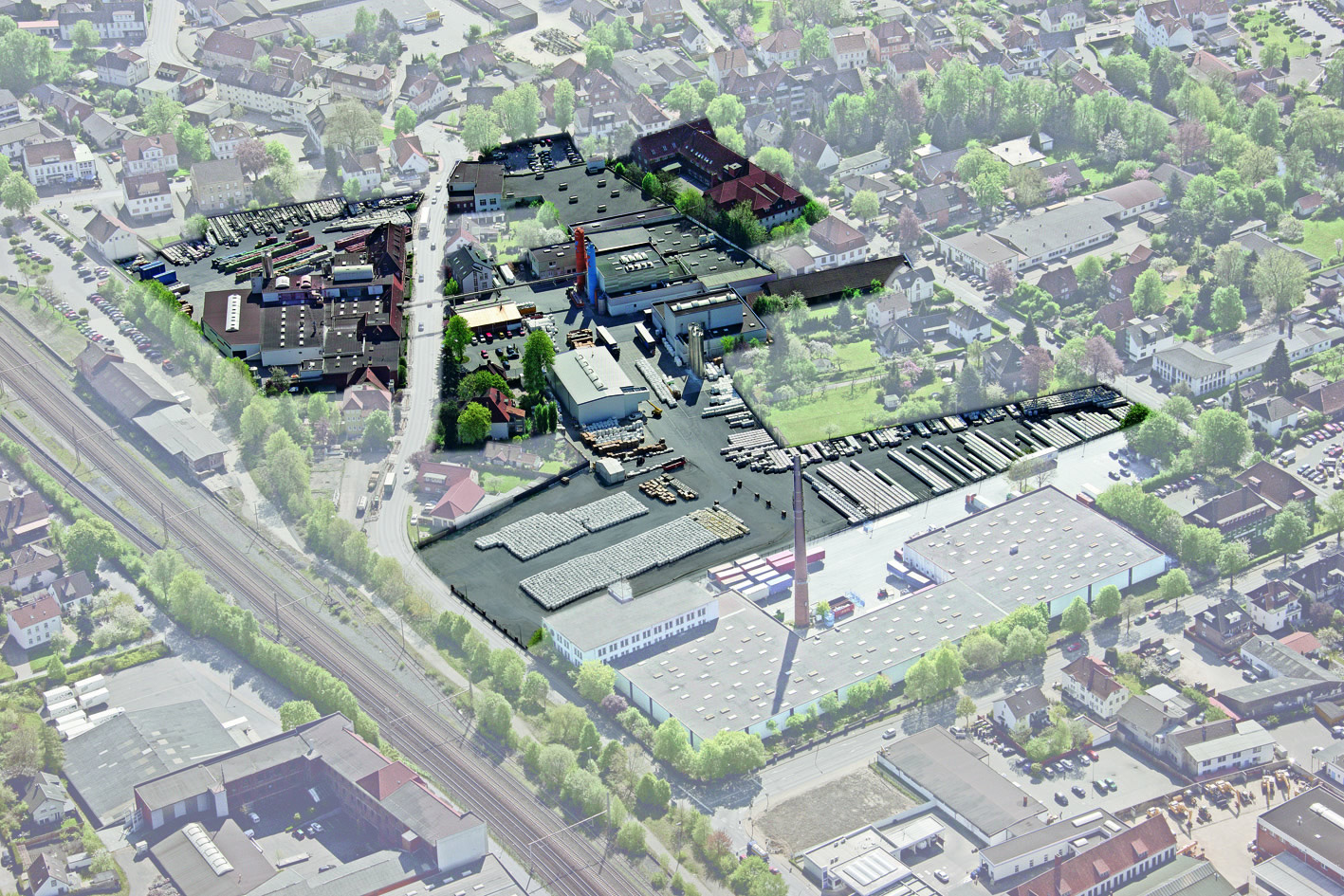
メロス社の航空写真

「メロス＝グミヴェルク社」 は1930年代に設立された。本社はメレにあり、オスナブリュックに支社がある。1970年代にケーブル製品や、床材となる EPDM粒子のためのコンポーネントを製造するために敷地を拡張した。2000年にこの工場はM.A.ハンナ・ウント・ゲオン・コンツェルン（オハイオ州クリーブランド）と合併して、ポリワン・コンツェルン・メロス GmbH となったが、メロスは2004年にこのコンツェルンから再び離脱した。
「ヴェストラント＝グミヴェルケ」 は1920年にエルンスト・ツーア・ネッデンによって設立された。初めは、靴のかかとのようなゴム製品を製造していた。1941年には二輪製品に、1959年にはスポーツ用品に製造品目を拡大した。この会社は、各地に支社や系列会社を有している。
「ノイエロ・ファーム・ウント・フェルダーテクニーク社」 は駅の近くに位置している。この会社は農業機械の製造から始まった会社である。
「ルヴァック＝インドゥストリーザウガー社」 は1976年に設立された。現在は、各地に支社を置く、工業用吸引器製造および吸引施設建設の設計、施工のリーディングカンパニーとなっている。
「ハイトリング＝ファールツォイクバウ社」 はヴェリングホルツハウザー通りにある。この会社は、延べ面積 9,000 m2 の工場でタンクローリー、ダンプカー、セミトレーラー、牽引自動車を製造している。この会社は、鉱業、飼料産業、木材ペレット産業のパートナー企業である。
「フニング＝マシーネンバウ社」 は環境/バイオガスおよび金属板加工分野の会社である。

### メディア

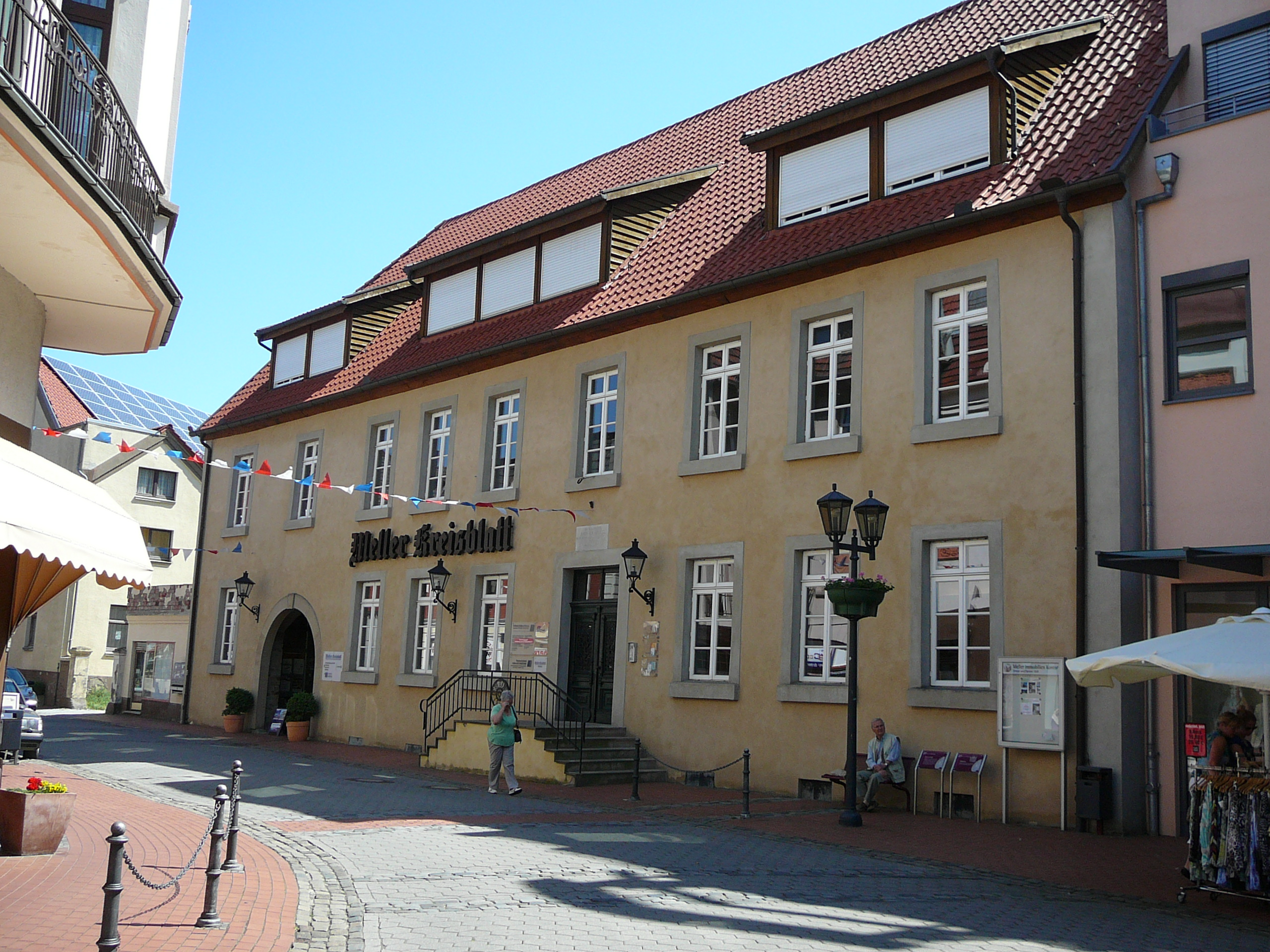
メラー・クライスブラットが入居するハウス・フォア・メレ

- メラー・クライスブラットは、ノイエ・オスナブリュッカー・ツァイトゥング (NOZ)[38] の地方版日刊紙として刊行されている。編集局と印刷所は、長らくメレのハーファー通りの旧宿駅の向かいにあった。現在クライスブラットの本社は、市の中心部の北、かつての市門前にあるハウス・フォア・メレに入居している。ハウス・フォア・メレは1720年の大火の後、プロテスタントの礼拝に用いられていた。元の建物は19世紀初めに新たに建て替えられた。
- melle.tv[39] は、メレおよびその周辺地域のためのローカル TVマガジンのオンライン・ポータルである。melle.tv はマルチメディア・アゲントゥール・メレが制作している。
- メレ・シュタット・ジャーナルは、社会、文化、生活に関する雑誌である。この雑誌は2ヶ月に1度に刊行され、プリント版とオンライン版がある。メレ・シュタット・ジャーナルはマルチメディア・アゲントゥール・メレが制作している。
- メレ＝ゲシヒテは、メレからインターネットを使って歴史に関するテーマ、見所（写真を含む）、様々な施設の営業時間、自然文化財などの情報を提供している。
- クヴァールタール[40] は、グレーネガウの政治、社会、文化、芸術に関する雑誌である。編集局はメレ＝ブーエルの歴史的なキルヒホーフスブルクにある。
- グレーネガウ・ルントシャウ[41] は、14日ごとにこの地域の話題やイベントについて情報提供している。

### 交通

#### 道路
メレは、市内を東西に横切る連邦アウトバーン A30号線により広域道路網に接続している。西側から、ゲスモルト、メレ西、メレ東、リームスローと4つのインターチェンジが市内にある。本市東の市境のすぐ外側にあるブルーフミューレン・インターチェンジは、本市のブルーフミューレン市区ではなく、レーディングハウゼンの同名の地区を指している。

#### 鉄道

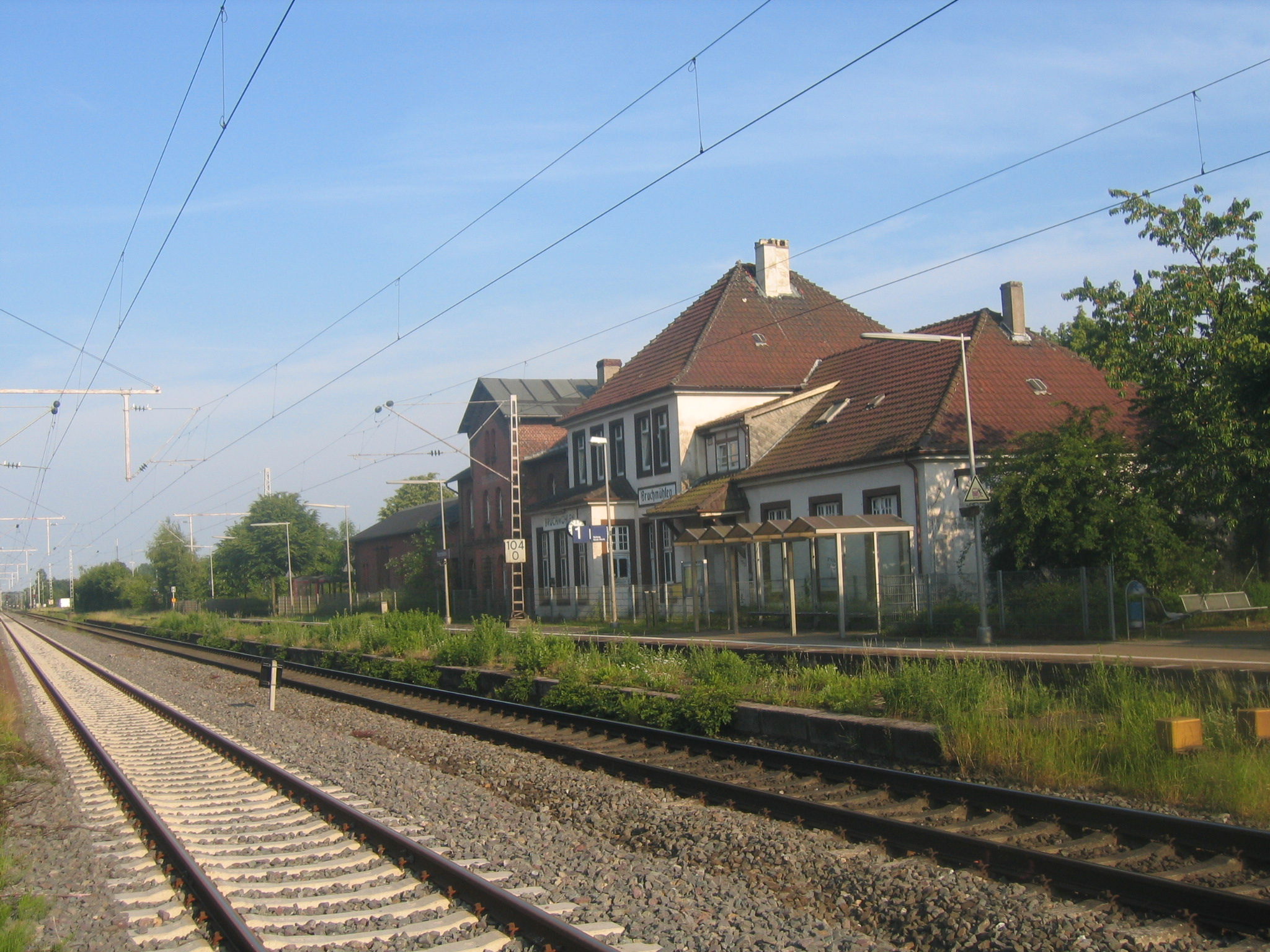
ブルーフミューレン駅

メレ駅は鉄道レーネ - ライネ線の駅である。この駅には、ライネ - オスナブリュック - ミンデン - ハノーファー - ブラウンシュヴァイクと運行するレギオナルエクスプレス RE 60「エムス＝ライネ＝エクスプレス」が2時間ごとに、バート・ベントハイム - オスナブリュック - ヘルフォルト - ビーレフェルトと運行するレギオナルバーン RB 61「ヴィーエンゲビルクスバーン」が1時間ごとに発着する。市内にはこの他に、RB 61 の停車駅であるブルーフミューレン駅とヴェスターハウゼン駅がある。
ローカル列車にはニーダーザクセン料金が、それ以外にはNRW料金の総合料金が適用される。鉄道旅客交通は、DBレギオ・ノルト（レギオナルエクスプレスのメレ駅のみ）と2007年12月からヴェストファーレンバーンが近郊旅客交通と3つの駅すべてを運営している。

#### バス

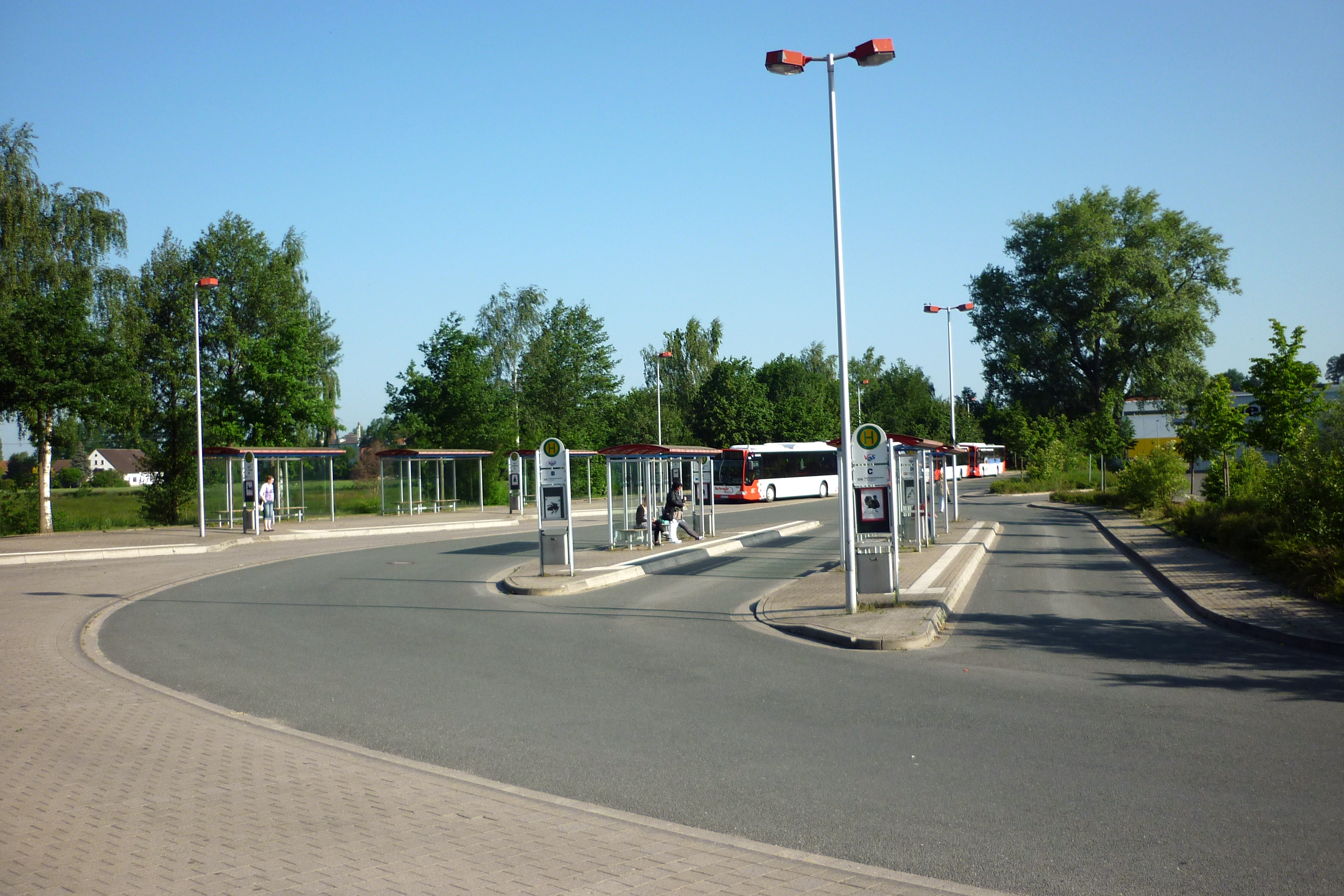
メレのバスターミナル

市域は星形のバス網で結ばれている。メレとその周辺路線はコンラート・シュラーゲ・ライゼン GmbH & Co. KG が運営している。地方バスは、1時間ごとにビッセンドルフおよびオスナブリュックとメレとを結んでいる。バスターミナルは、駅から約 800 m 離れた市の中心部近くにある。一部のバス路線は直接駅まで行くが、その他の路線は約 200 m 離れた停留所を利用する。6路線の夜行バスもある。オスナブリュック郡のバス交通にはオスナブリュック交通会社 (VOS) の料金が適用される。

#### 航空

##### メレ＝グレーネガウ飛行場

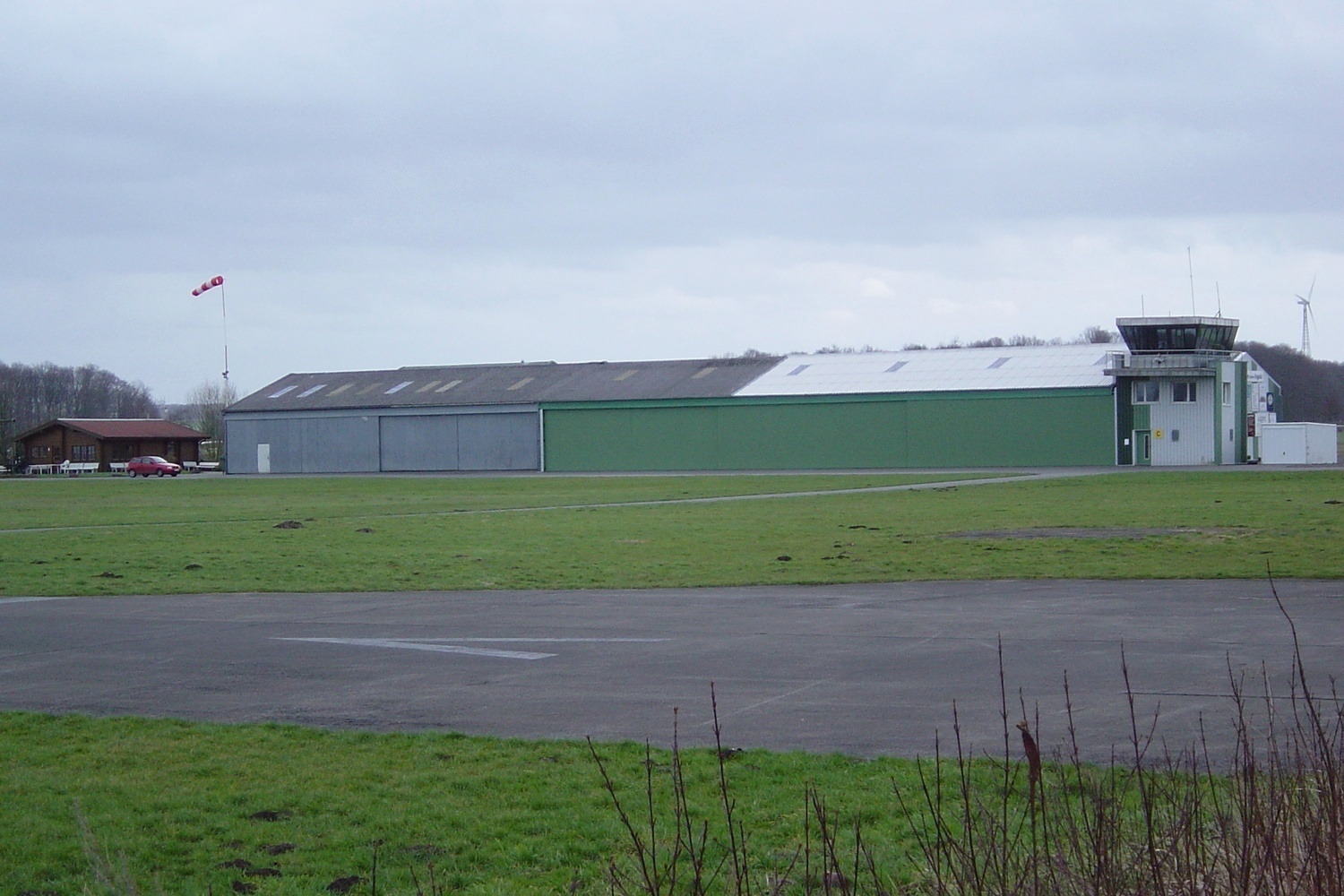
メレ＝グレーネガウ飛行場

メレの飛行場はかつての軍事飛行場であり、現在はゾンダーランデプラッツ（特別飛行場）に分類される。この飛行場は内市街から東に約 1.5 km 離れている。ここではグライダーや単発および双発の飛行機が離着陸する。この飛行場には 750 m のアスファルトの滑走路と、1.1 km の草の滑走路、4つの格納庫（このうち2つは円形格納庫）、管制塔とクラブハウスがある。さらに民営の飛行機整備工場 (Fa. ATC) があり、ゼネラル・アビエーションの機体整備と開発を行っている。エアロ＝クラブ・ビュンデ e.V. とSFC メレ e.V. は合わせて 400人以上の会員がいるが、共同でこの施設を利用している。
かつてはイギリス占領軍がこの飛行場を利用しており、連合国はこの飛行場を「エアフィールド B.115」と呼んでいた。第二次世界大戦後は、特に陸軍元帥モントゴメリーの個人用飛行機が利用する軍事拠点となった。

##### ミュンスター/オスナブリュック空港
ミュンスター/オスナブリュック国際空港は、国際的な交通空港である。この空港は、メレから約 60 km、オスナブリュックから 30 km 離れたノルトライン＝ヴェストファーレン州グレーヴェンにある。この空港はメレから A30号線経由でロッテ/オスナブリュク・ジャンクションに至り、ここから連邦アウトバーン A1号線南に向かいインターチェンジ 74（ラトベルゲン）、76（グレーヴェン）で連邦道 B475号線に、あるいは直接インターチェンジ 75 フルクハーフェン・ミュンスター＝オスナブリュックに行くことができる。この他に空港バス路線 X150 を利用してオスナブリュック経由で行くこともできる。

#### 遊歩道、自転車道
メレ市内には、約 90 km のアホルンヴェークをはじめ、何 km もの遊歩道が整備されている。
自転車道についてもよく整備されている。大規模な自転車道には、ハーゼ＝エムス自転車道 (265 km) やエムス＝ヴェレ自転車道 (54.5 km) がある。

### 公共機関

#### イベント施設、レジャー施設
- フォーラム・メレ（市立ホール）[42]
- メレ祝祭ホール（劇場）
- 市立図書館
- ヴェリングホルツハウゼン・ゲストの家
- ゲスモルト郷土館
- 青年文化センター「アルテス・シュタールヴェルク」[43]
- ブーエル文化センター[44]
- 屋外・屋内プール: ヴェレンフライバート・メレ（波立つ屋外プール）、メレ屋内プール、ヴェリングホルツハウゼン屋外温水プール、リームスロー屋外温水プール、オルデンドルフ屋外プール、ノイエンキルヒェン屋外プール

#### 財団
- ドイツ赤十字クライスフェアバント・メレ e.V. の「アーベントイアー・メンシュリヒカイト」財団[45]
- メレ郡貯蓄銀行の「ビュルガーシュティフトゥング」財団

#### 救命救急
メレ市内には16か所の消防署（アルテンメレ、バークム、ブーエル、ホイエル、リームスロー、グロース＝アッシェン、ブルーフミューレン、ザンクト・アンネン、ノイエンキルヒェン、ヴェリングホルツハウゼン、ゲスモルト、オルデンドルフ、ニーダーホルステン、マルケンドルフ、ティッティングドルフ、メレ＝ミッテ）と2つの企業消防隊（アルテンメレのショメッカー・フェーデルンヴェルク、ヴェスターハウゼンのヴェストラント・グミヴェルケおよびアスマン・ビューロメーベル）がある。
さらにメレには、ドイツ赤十字社が5か所、技術救援活動組織地区連合が1か所ある。
この他に、「オスナブリュック郡救急サービスおよび病人搬送 e.V.」の救命派出所に救急車3台と救急医師車両1台が常駐している。

### 病院
1894年にメレで最初の病院となるメレ福音主義病院が開業した。創設者はティーマン牧師である。この病院はメレの福音主義ルター派教会組織が運営している。1930年に手術室を含む外科が拡張された。1958年、18床の隔離病棟が造られた。1968年には7階建ての拡張工事が完成した。新病院完成後、空き家となった旧病院には老人医療科が設けられた。
1896年、ジーベンビュルガー首席司祭はカトリックの聖マテウス会を設立した。この団体がカトリック教会組織の運営下におかれた。Thuineのフランシスコ女子修道会の修道尼が病人の介護にあたった。第二次世界大戦終戦まで医療サービスは専ら一般医学に限られていた。1945年以後、専門診療科をもつ本格的な総合病院となった。
1999年までこの2つの病院は独立していた。1999年10月1日、両院の組織改編に伴い、キリスト教健康・看護センター GmbH が運営権を引き継いだ。このセンターは福音主義教会とカトリック教会が対等の立場で組織されている。第2段階として、2003年12月1日に両院は合併し、メレ・キリスト教病院となった。

### 教育

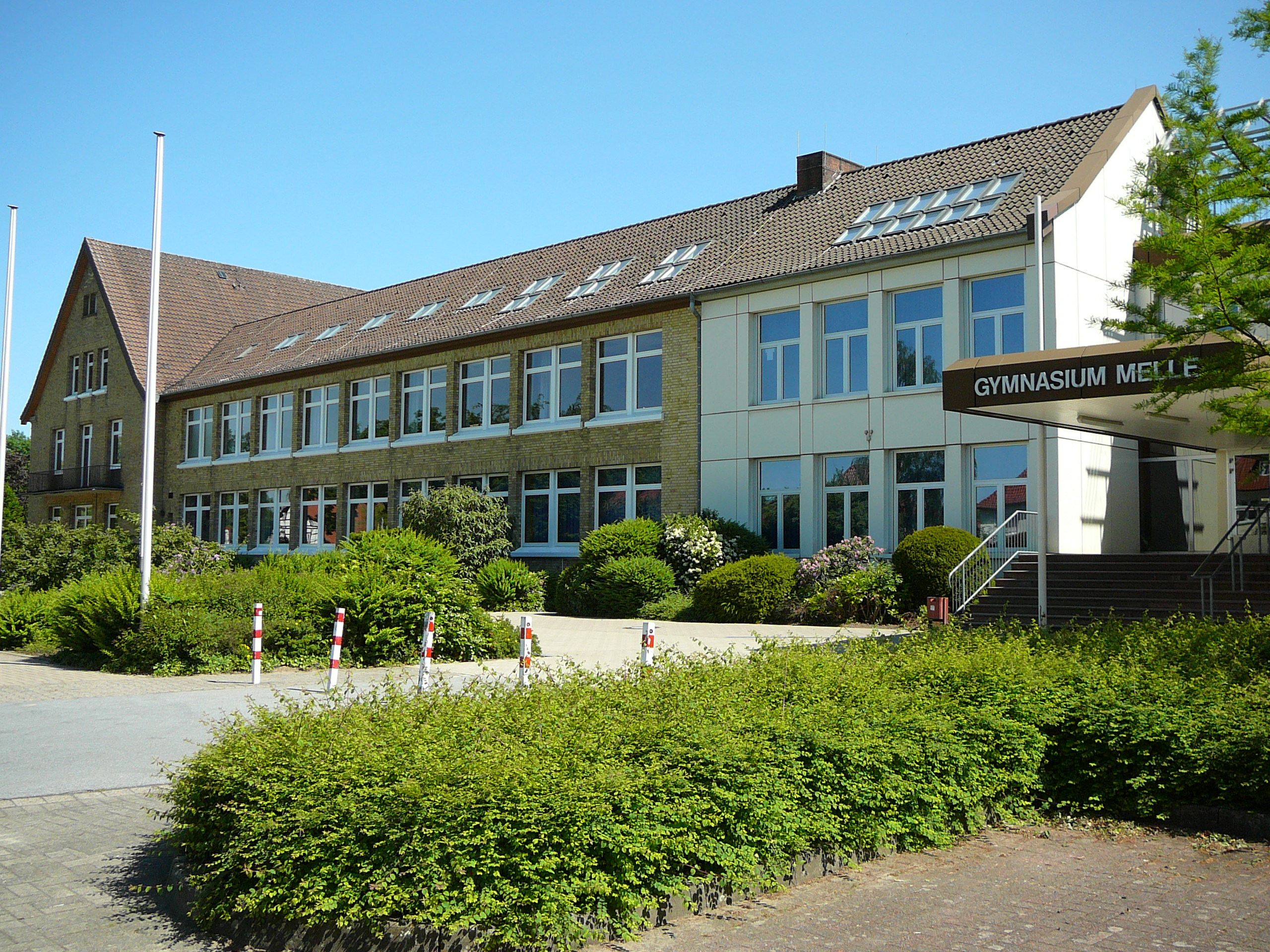
ギムナジウム・メレ

市内には、基礎課程学校が11校、本課程学校が5校とその分校が2校、実科学校が3校 とその分校が1校、ギムナジウムが1校 とその分校が1校、職業訓練学校が1校、自由ヴァルドルフ学園が1校、総合学校が1校、特別学校が1校、教育援助学校が1校、メレ木工技術職業アカデミー が1校ある。

### スポーツ
1930年代には、メレにはTVメレ、メラーTB、SVメレといったスポーツクラブが存在した。1935年に上記の3クラブが合併してスポーツフェラインVfL 1887 となった。1946年1月に TuSグレーネンベルク・メレと TuSアイニヒカイト・メレという2つの新しいスポーツクラブが設立された。TuSメレはその後 TuRaグレーネンベルク・メレと改名された。
1956年に TuRaグレーネンベルク・メレは、ニーダーザクセン・アマチュアリーガの創設時所属団体の1つとなった。2年間このリーグに所属した後、ニーダーザクセン・アマチュアオーバーリーガに昇格した。さらに1963年には新たに設立されたフェアバンツリーガの所属資格を得て、1974年に3部クラスのオーバーリーガ・ノルトに昇格するまでこのリーグに所属した。1973年まで第1チームは、外個人監督ホルスト・シマニアクという優秀な指導者に恵まれていた。
TuRaグレーネンベルク・メレは特に大衆スポーツに注力したが、サッカーチームは高位のリーグから降格しない成功をおさめた。このクラブは、2003年3月に地元クラブの TuSメレと合併し、SCメレ03 となった。このクラブには、サッカーの他に、バドミントン、バレエおよびモダンダンス、バスケットボール、ハンドボール、格闘技/格闘術、陸上競技、オリエンテーリングおよびアウトドアスポーツ、自転車、リハビリスポーツ、チェス、水泳、スポーツ章、ダンス、卓球、体操、バレーボールの部門がある。

## 人物

### 出身者
- ヘルマン・フォン・デア・ハルト（1660年 - 1746年）歴史家、東洋学者
- アルベルト・ビッター（1848年 - 1926年）ストックホルム大司教
- アウグステ・ファン・ペルス（1900年 - 1945年）国家社会主義の犠牲者。「アンネの日記」で知られる隠れ家に隠れ住んだ8人のうちの1人。
- イルゼ・ローザ（1913年 - 2006年）ドイツ系ポルトガル人作家
- ルートガー・シュテュールマイヤー（1961年 - ）音楽学者、作曲家
- メフメト・ヨズガトゥル（トルコ語版、英語版）（1979年 - ）サッカー選手

### ゆかりの人物
- フリードリヒ・レオポルト・ツー・シュトルベルク＝シュトルベルク（ドイツ語版、英語版）（1750年 - 1819年）法学者、外交官、詩人、作家。晩年をゾンダーミューレン館で過ごした。
- ホルスト・シマニアク（ドイツ語版、英語版）（1934年 - 2009年）サッカー選手。メレに住んで、TuRaグレーネンベルク・メレのサッカーチームを指導した。

## 訳注
1. ↑  レーゲンヴァルデ (Regenwalde) はレスコのドイツ名
2. ↑  ピッケルトはジャガイモを使ったパンケーキの一種。カステンピッケルトとは、箱状の型を用いて焼かれたピッケルトを意味する。